# Storia di Palmi
La storia di Palmi riguarda le vicende della città, dalla sua fondazione sino ad oggi.

## Premessa
(abate Giovan Battista Pacichelli, Il Regno di Napoli in prospettiva, 1693)
Prima della metà del X secolo Palmi non esisteva, ma è da ritenersi che alcune case coloniche, appartenenti alla vicina città di Tauriana, si dovessero trovare sparse per l'allora contrada De Palmis, così chiamata a causa delle numerose palme che ivi crescevano spontaneamente.
Non è da escludere, però, che già in precedenza la città di Palmi potesse esistere in quanto, nel VI secolo, Cassiodoro in una lettera indirizzata ad Anastasio ("cancellaro" della Bruzia e della Lucania), elogiò un vino chiamato «Palmaziano» ed argomentò che questo nome derivasse da quello di un territorio anche se, successivamente, i glossatori ritennero che fosse riferito non ad un territorio, ma alla sua eccellente superiorità.

## Il territorio prima di Palmi

### Età del Bronzo
Il territorio comunale fu abitato fin dall'Età del bronzo, come testimoniato dai rinvenimenti ottenuti negli scavi condotti, dal 1991, nella Grotta della Pietrosa. Difatti i reperti rinvenuti sono ceramiche, principalmente della fase tarda dell'età del bronzo, che provano di come la zona fosse abitata in quel periodo. Altri reperti invece sono interpretabili come importazioni dell'area egea. Ciò porta a pensare che le coste tirreniche calabresi rientrassero nelle rotte del commercio miceneo. Sempre dell'Età del Bronzo sono databili anche i resti delle capanne di un villaggio, attivo per circa mille anni, e localizzati a Taureana di Palmi.

### Tauriana

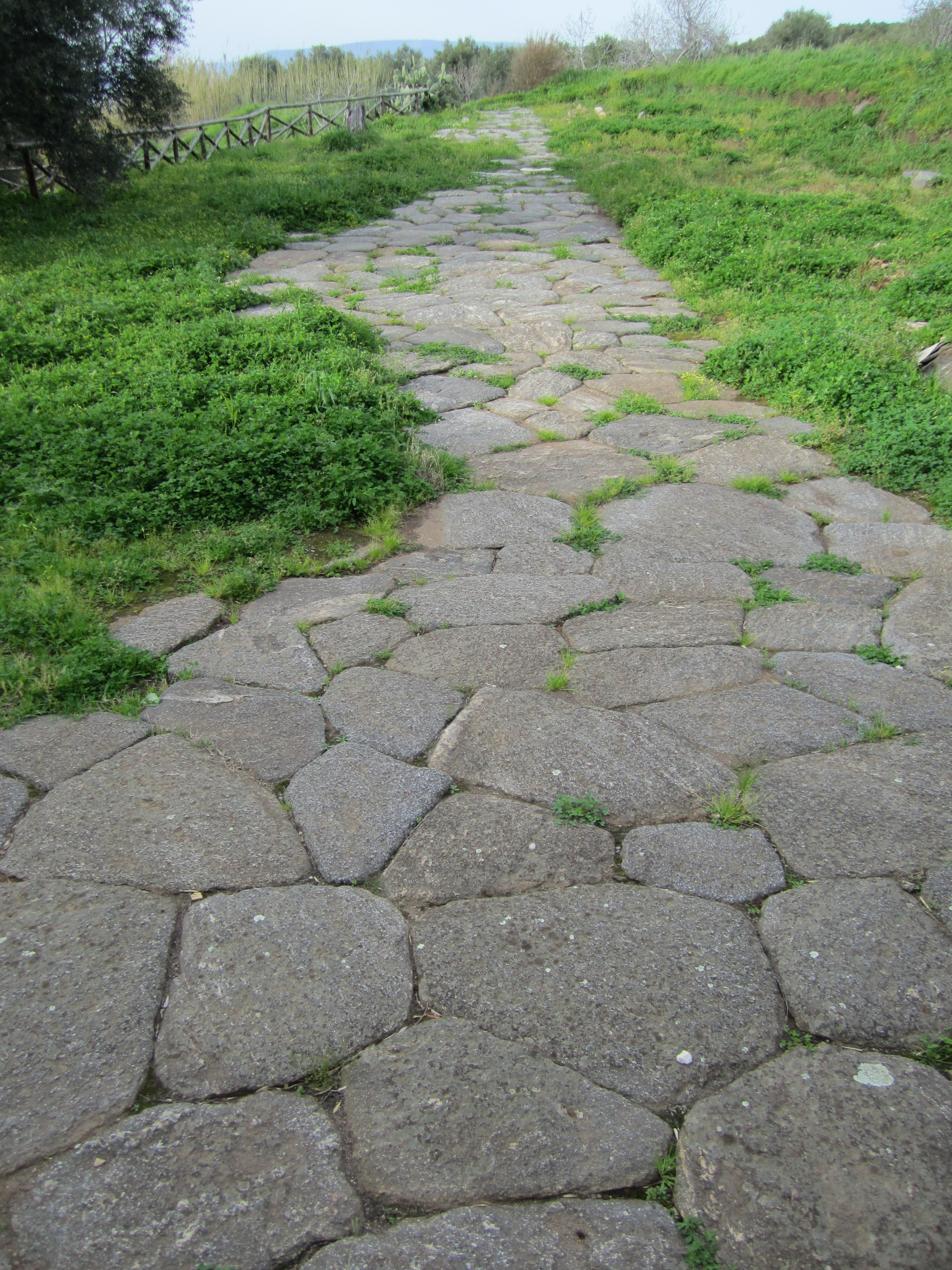
Una strada romana che collegava Tauriana con la via Popilia

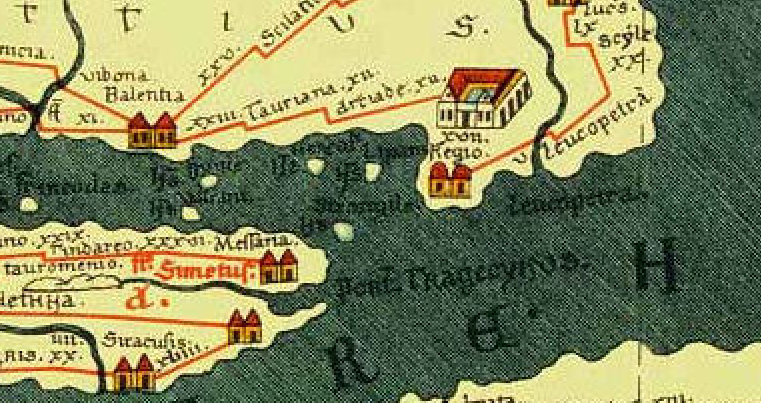
Tavola Peutingeriana: Segmentum VI; rappresentazione dell'estremità meridionale della Calabria e dello Stretto, con evidenziata Tauriana

In epoca antica, nel territorio comunale di Palmi sorgeva una città chiamata Tauriana, che costituiva l'estremo nord della chora di Rhegion. Sulla fondazione della città, alcune leggende narrano di una possibile colonizzazione achea dell'area. La città è segnalata anche in atti ufficiali di età successiva, quando Tito Livio asserisce che, nel 212 a.C., in occasione della Seconda guerra punica, «in Bruttiis» vi fu il passaggio dei Taureani, unitamente ai Cosentini, «sotto la protezione di Roma». Anche Catone narra dell'esistenza del popolo dei Tauriani, dando un'indicazione della zona in cui vi era il loro territorio. Il confine con quello di Rhegion era dato dal fiume "Pecoli" e, secondo alcuni archeologi, questo passo catoniano darebbe una base storica alla leggenda sui legami di Tauriana con gli achei.
Di una «città dei Tauriani» scrivono inoltre Pomponio Mela e Plinio il Vecchio nel I secolo d.C.. Quest'ultimo la definisce come «Tauroentum oppidum». La Cosmografia ravennate cita, per l'età tardo antica, Tauriana tra le città collocate «vicino allo stretto che divide la Sicilia e l'Italia». Anche la Tavola Peutingeriana, nel segmento VI, riporta l'esistenza della città di Tauriana in età imperiale.
Attorno al III-IV secolo la città divenne sede vescovile. In età bizantina, all'interno del Thema di Calabria, Tauriana ricadeva nell'area della "Turma delle Saline".
Negli anni intorno al 590, Tauriana fu preda di scorrerie longobarde provenienti dal ducato di Benevento e, nei secoli successivi, si verificarono scorrerie saracene. Tra il VII secolo e l'VIII secolo Tauriana risultò già gravemente danneggiata o dai saraceni d'Africa o dai longobardi. Oltre questo, sono le poche le notizie che ci sono pervenute sulla vita della città e sono contenute nel bios della vita di san Fantino il Vecchio, nativo di Tauriana, scritto nell'VIII secolo da Pietro, vescovo della diocesi.

### Il resto del territorio in età antica
Nella zona di Tauriana, tra l'altro, vi era più a sud un luogo frequentato e molto noto fin dal I secolo d.C., anch'esso citato da Plinio il Vecchio, che lo chiama con il nome di Portus Orestis. Gabriele Barrio lo riconobbe nella zona di Rovaglioso, però non vi furono ruderi ne altro che potessero attestare l'esistenza di una città in tempi remoti. Pertanto, nei primi secoli dell'era cristiana, non dovette esistere che qualche villaggio il quale, forse transitoriamente tra il V secolo ed il VI secolo, godette di una residenza vescovile. Difatti vi sono storiografi che affermano che la città di Porto Oreste fosse un'antichissima sede vescovile.
Inoltre, nel periodo compreso tra il VI secolo e l'VIII secolo, quando numerosi monaci bizantini scelsero la Calabria in conseguenza delle persecuzioni iconoclaste proclamate da papa Leone III e dall'occupazione della Sicilia da parte dei saraceni, venne realizzato, nell'attuale contrada Pignarelle, un insediamento rupestre di impronta monastica bizantina.
Altre notizie riguardano il monte Sant'Elia, allora chiamato Salinas. Difatti, già da prima del X secolo, la montagna era rinomata per l'esistenza di alcuni conventi di monaci basiliani. Uno di questi venne fondato, nell'anno 884, da Elia di Enna e le cronache riportano che nella chiesa del monastero vi venne sepolto in seguito anche san Filarete, che passò nel convento gran parte della sua vita.

## La nascita di Palmi

### La distruzione di Tauriana
Nel 951 l'emiro di Palermo Abū l-Qāsim al-Hasan, per il mancato tributo dovutogli dai bizantini a cui apparteneva la parte estrema dell'Italia meridionale, spedì agguerrite milizie decise ad occupare la Calabria. Chiesto aiuto al califfo d'Africa, questi mandò prontamente Farag Mohadded con un esercito di saraceni ed una numerosa armata. Pertanto espugnata Reggio Calabria, l'esercito percorse tutto il versante meridionale della Calabria apportando ovunque devastazioni, saccheggi ed eccidi. I taurianensi intanto, saputo della venuta dei saraceni, pensarono di salvarsi altrove poiché nella loro città non potevano apprestarsi ad una valida difesa essendo la stessa sguarnita di mura, scarsa di popolazione ed in gran parte ancora rovinata dalle precedenti incursioni. Per questo furono costretti a rifugiarsi nei più vicini castelli e forti ed abbandonare la nativa Tauriana. La quale fu, infatti, assalita da una turba di agareni, mori e cartaginesi che, non trovando abbondante bottino, la distrussero interamente devastando tutto il territorio circostante. La parte dei taurianensi dedita ai traffici ed alle arti marinaresche, trovandosi a disagio nei paesi interni, prescelse a stabile dimora il luogo eminente della parte alta della costiera, tra il monte Aulinas ed il fiume Metaurus, cioè sulle alture di Porto Oreste nella contrada De Palmis. Per tradizione, il villaggio che vi edificarono, si suppone che corrisponda all'odierno rione Cittadella.

## XI secolo

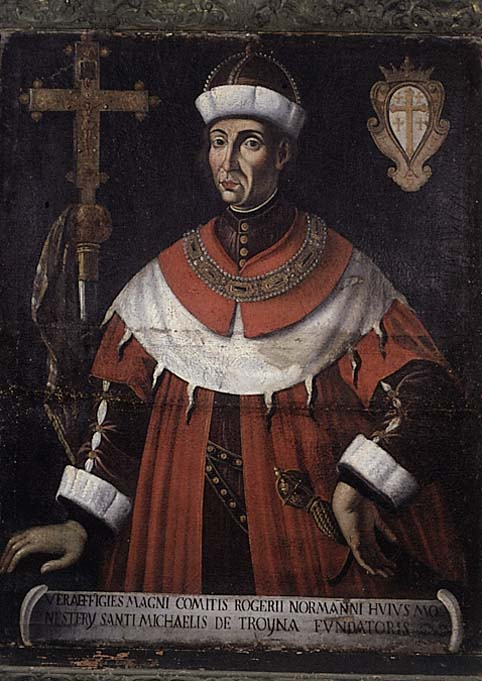
Ruggero I

Nell'XI secolo Seminara era rimasta la sola città a sorgere non lontano dal mare, pertanto cominciò ad esercitare la sua giurisdizione su vaste e spopolate contrade, tra le quali quelle che andavano formandosi nel territorio dell'antica Tauriana ed, in particolare, sul villaggio De Palmis.
Il villaggio è citato nel 1061 da Ruggero I di Sicilia, che era divenuto nello stesso anno conte di Calabria, poiché dispose di donare i fondi appartenenti alla distrutta Tauriana alla chiesa di Santa Maria e dei XII apostoli di Vagnara, tra i quali la chiesa di «San Georgium da Palmis che cum pertinentiis et terris suis». Nel 1086, invece, il conte aggiunse il territorio abbandonato della diocesi di Tauriana, essendone tra l'altro rimasta vuota la sede, alla nuova diocesi di Mileto.

## XII secolo
Il 4 febbraio 1169 un terribile terremoto, con epicentro a Catania e stimato di 6.6 gradi della scala Richter, cagionò immense rovine ed un grande numero di morti in tutta la Calabria meridionale.
Provocò ancora più danni e morti invece il terremoto del 24 maggio 1184, con epicentro nella Valle del Crati e stimato di 6.0 gradi della scala Richter.

## XIII secolo
Si presume che, in questo secolo, il villaggio di Palmae prese incremento, e ciò ebbe a destare l'ambizione su di esso dei feudatari dei castelli o delle terre vicine. Per questo, al tempo della dominazione angioina, la città cominciò certamente ad essere soggetta a qualche feudatario.
Il 5 aprile del 1230 vi fu un gran terremoto che distrusse in parte Reggio Calabria e tutte le terre vicine ad essa.

## XIV secolo
Nel XIV secolo comunque le dimensioni dell'abitato dovevano essere ancora piuttosto contenute, poiché in alcuni documenti tra il 1310 ed il 1311 viene riportata l'esistenza di un'unica chiesa, dedicata a san Nicola. Inoltre il villaggio non era munito di mura difensive, poiché all'epoca non era usato l'appellativo di castrum o castellum, e la mancanza del toponimo motta inoltre fa presupporre che si estendesse in un pianoro.
Nel 1333, nella lista dei baroni di Calabria, figurò un certo Jacobus De Roto di Seminara come utile signore della città. Pare che, tale De Roto, non solo esercitasse il dominio di utile signore ma che avesse, dal governo angioino, l'incarico di stare con gente armata in guardia per le costiere da eventuali approdi nemici.

## XV secolo

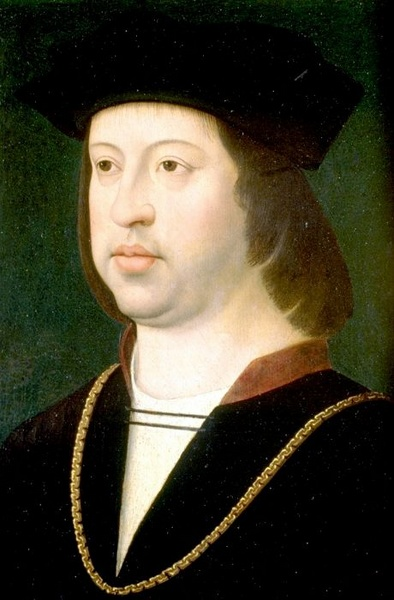
Ferdinando II di Aragona

L'abitato, nel XV secolo, cominciò a diventare un villaggio piuttosto notevole, continuando però a seguire ancora le sorti di Seminara, della quale rimaneva casale. Già nel 1466 il paesaggio circostante l'abitato era caratterizzato da olivi, e le notizie risalenti all'epoca riportano di come l'economia cittadina fosse legata alla produzione dell'olio, oltreché di citragnulj (arance amare), orti e vigne. Non vi sono disegni o dipinti della città del XV secolo, ma la storia della Calabria dell'epoca lascia presupporre che l'abitato fosse costituito dalle case con la chiesa che dominava il borgo medievale. Attorno al centro sorgevano mulini e sul mare la tonnara per la pesca del pesce spada.
In questo secolo vi furono distruzioni, ad opera dei saraceni, di alcuni luoghi e chiese che sorgevano nei territori dell'antica Tauriana.
Nel 1495 il re Ferrandino d'Aragona, dopo aver subito una sconfitta nella prima battaglia di Seminara (parte della prima guerra italiana), contro le truppe del generale Robert Stuart d'Aubigny, cercò rifugio nel villaggio di Palmae. Lo stesso re, per opporsi al tentativo francese di annessione del Regno di Napoli, aveva organizzato una guerra contro le suddette truppe inviando, nel 1494, Gonzalo Fernández de Córdoba che si era distinto in precedenza nella presa di Granada.
Sempre nel 1495 Carlo Spinelli, altre volte detto Jacopo, divenne conte della città di Seminara e quindi feudatario anche di Palmae.

## XVI secolo

### L'ascesa di Palmi
Agli inizi del secolo il paese, che veniva chiamato Parma o Palma, pur essendo soggetto ancora a Seminara, incrementò la sua importanza attirando tutti i traffici marittimi che si esercitavano lungo la riviera da Scilla e Bagnara Calabra a Nicotera, utilizzando come scali la sua Marina e la Marina di Pietrenere, località vicino all'antica Tauriana. Gli abitanti del paese, quasi tutti marinai, con le loro feluche tenevano i commerci che arrivarono fino a Napoli ed in pochi anni i suoi territori, fertili di ogni prodotto, giunsero ad esportare in notevole abbondanza olio d'oliva, vino, cereali, seta ed in minor quantità lana, pelli, cera, miele ed altri prodotti. Lo sviluppo del commercio e delle industrie permise alla popolazione di godere di un periodo di benessere e di ricchezza. Per questo, dai monti e dai paesi vicini, immigrarono a Palma molte persone. Il feudo di Seminara, nel periodo di Carlo Spinelli, contava quindi sia una ricca e popolosa città sia la città più commerciale e più importante del litorale e, pertanto, lo Spinelli comprese subito che Palma, per la salubrità dell'aria, la fertilità del territorio e, ancor di più, per la sua vicinanza al mare, poteva divenire un importante centro per l'industria e commercio. Per questo si dedicò affinché diventasse un emporio commerciale di tutta la regione e le accordò la sua «speciale protezione».
Nel 1509 Palma, come tutta quanta la Calabria, fu colpita da violenti terremoti. La scossa del 25 febbraio, con epicentro Reggio, ebbe un grado di 5.6 della scala Richter alla quale fece seguito uno sciame di lunga durata.
In quegli anni il benessere delle coste calabresi attirò spesso i pirati turchi e algerini che, fin dall'inizio del XVI secolo, invasero e saccheggiarono le terre del versante occidentale della Calabria. Nel caso di Palma, i pirati arrivavano nottetempo fin sotto il Monte Sant'Elia e si nascondevano negli anfratti rocciosi restando in attesa, fino alle prime luci dell'alba, per attaccare i navigatori depredandoli e uccidendoli. Nonostante ciò il traffico non diminuì, ma si svolse per mezzo di piccole barche, sempre di giorno, e dopo aver cautamente esplorato le coste.
Il 20 luglio 1533 passò alla storia cittadina in quanto, durante i festeggiamenti della Madonna del Soccorso, avvenne un evento definito come «il miracolo di Palmi».
Nel 1548, alla morte di Carlo Spinelli, divenne feudatario di Palma il figlio Pietro Antonio Spinelli, che gli succedette alla guida della contea di Seminara.

### La distruzione e riedificazione

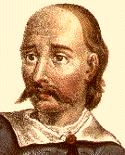
Raffigurazione dell'ammiraglio turco Dragut.

Nel 1549 avvenne la distruzione di Palma ad opera del corsaro turco Dragut Rais. Il romitorio di basiliani dedicato a sant'Elia profeta, che sorgeva sopra il monte Salinas, fu l'unica chiesa che scampò alle rovine delle incursioni saracene.

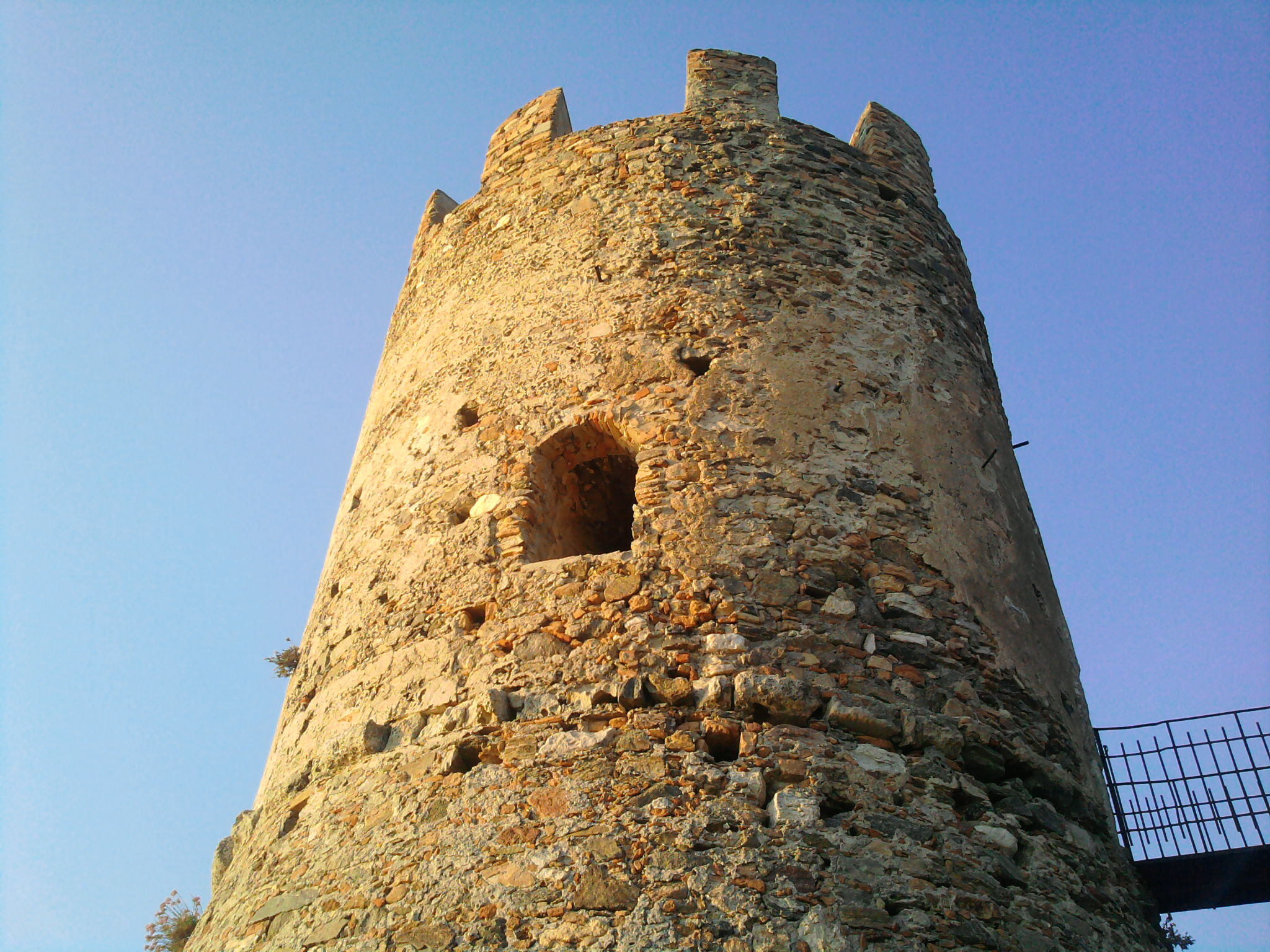
La Torre di Pietrenere

A seguito di tale devastazione, il duca di Seminara Carlo II Spinelli, che era diventato feudatario della città nel 1555 alla morte del padre Pietro Antonio, decise di riedificare la terra di Palma e di fortificarla costituendole, con Gioja, l'emporio di ogni commercio. La città, ricostruita nello stesso luogo ove era ubicata prima della devastazione di Dragut, assunse una forma rettangolare e fu circondata da mura (ben alte) ai cui estremi sorsero quattro imponenti torri anch'esse quadrate e attaccate alle mura di cinta. Risale anche a questo periodo la costruzione delle due torri di guardia costiera. Di esse, una fu detta "Torre di San Francesco" ed era ubicata in località ancora oggi detta appunto "Torre"; l'altra, costruita presso la chiesa di San Fantino, fu detta "Torre di Pietrenere" dal nome della marina sottostante. La data impressa sulla Torre di Pietrenere (1565), è da ritenersi quale data probabile della riedificazione di Palma, ad opera del duca Spinelli, e dell'istituzione del fedecommesso per il suo casato.
A seguito della ricostruzione fortificata dalla città, lo Spinelli coniò una medaglia commemorativa dell'evento. Questa medaglia rappresenta la più antica iconografia di Palmi. Inoltre i cittadini chiamarono la città fortificata con il nome di "Carlopoli", in segno di riconoscenza per il feudatario. Pertanto, dal 1567, sono evidenziabili, nella toponomastica cittadina, il termine oppidum (cioè "fortificata") ed il nome di "Palma nunc Carlopolis". Quest'ultimo termine fa pensare che la nuova città fortificata di Carlopoli sorse accanto al vecchio centro abitato di Palma.

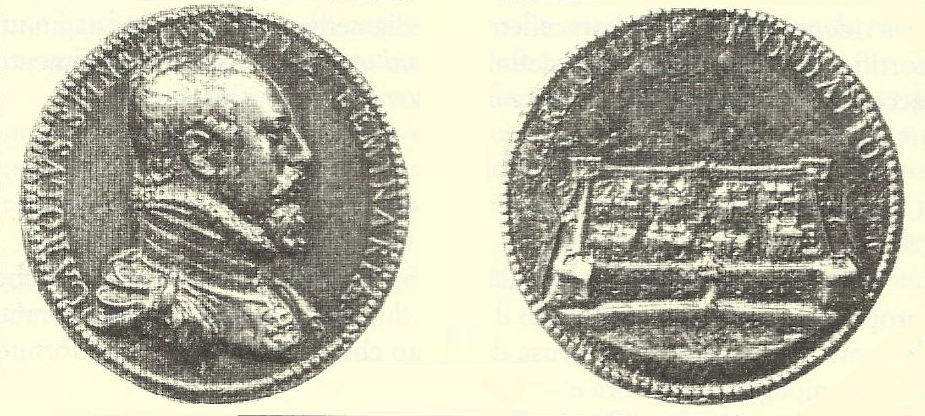
La medaglia di fondazione di Carlopoli. Nel recto il profilo di Carlo Spinelli, nel verso il rilievo della città in prospettiva.

Negli anni seguenti gli abitanti della città, stimati in 508 famiglie, erano già tornati alla vita ordinaria, tanto che ricominciò l'immigrazione di popolazione dai due centri vicini di Seminara e Gioja.
Anche dopo la fortificazione della città continuarono le scorrerie dei turchi sulla costa palmese. In una di queste, sbarcando nuovamente i pirati alla Marina di Palmi, i corsari si accamparono in gran numero per il gran caldo presso la Fontana dell'acqua degli ulivi. Disarmati, furono assaltati dai cittadini di Palma che, con molto impeto, ne uccisero un gran numero e quei pochi che trovarono salvezza ripresero di nuovo la strada del mare. Il loro capo cadde al suolo ferito ed i cittadini lo raggiunsero e lo uccisero sdraiato su di una pietra. Troncatogli il capo, lo portarono in trionfo nel paese sulla punta di un'asta. Fino al XIX secolo era ancora visibile la pietra su cui venne ucciso, che fu chiamata la "pietra del drago" (abbreviazione di Dragut). Difatti i cittadini di Palma, nell'uccidere il capo di quella tornata di pirati turchi, credettero di aver ucciso il famoso e feroce Dragut Rais.
Alla morte di Carlo II, nel 1572, divenne feudatario di Palma il suo primogenito Scipione Spinelli, che gli succedette nell'eredità del ducato di Seminara.
Nella seconda metà del 1575 nelle coste della Calabria, tra cui Palma anche se in modo minore, si propagò un'epidemia di peste che era scoppiata a Messina, portata da levante dopo la battaglia di Lepanto. Nella città peloritana il morbo, che durò 30 anni circa, procurò la morte di oltre 40.000 persone. I cittadini di Palma accolsero quanti fuggirono dalla città peloritana ed inoltre, tramite i suoi marinai, mandarono aiuti tramite generi di vitto e olio. Superata la calamità la città di Messina, in segno di riconoscenza verso la cittadina calabrese, con delibera del Senato cittadino volle donare alle autorità ecclesiali di Palma uno dei capelli della Madonna, che veneravano fin dall'anno 42 d.C..

### Il riscatto dal dominio feudale
Di seguito viene proposto l'elenco cronologico dei feudatari di Palmi a partire dal XVI secolo:
Palmi casale di Seminara
- 1495-1548: Carlo Spinelli;
- 1548-1555: Pietro Antonio Spinelli;
- 1555-1572: Carlo II Spinelli;
- 1572-1578: Scipione Spinelli;
- 1578-1634: Demanio regio;

Palmi Universitas libera
- 1634-1636: Demanio regio;
- 1636-1648: Francesco Concublet;
- 1648-1661: Domenico Concublet;
- 1661-1675: Andrea Concublet;
- 1675-1678: Riccardo Concublet;
- 1678-1684: Giosia Acquaviva;
- 1684-1725: Carlo Filippo Antonio Spinelli;
- 1725-1766: Scipione III Spinelli Savelli;
- 1766-1792: Giovan Battista II Spinelli;
- 1792-1797: Scipione Spinelli;
- 1797-1797: Gaetano Spinelli;
- 1797-1801: Ferdinando Spinelli;
- 1801-1806: Cristina Spinelli.

In quegli anni il feudatario Scipione Spinelli, per le sue intemperanze e per le prodigalità usate, si caricò di tanti debiti e, per soddisfarli, non bastarono le sue rendite. Pertanto nel 1578 trattò per vendere l'intero feudo (formato dalla terra di Seminara con i casali di Palma e Sant'Anna) al Principe di Scilla e duca di Bagnara Calabra don Fabrizio Ruffo per 100.000 ducati. Appena venuti a conoscenza del fatto, gli abitanti dei tre centri s'indignarono dell'accaduto svolto a loro insaputa (reputando di essendo stati trattati come abietti vassalli) e, contrari al passaggio ad un ulteriore feudatario noto per le sue prepotenze, si riunirono in parlamento presso la chiesa di San Marco a Seminara per decidere di far valere il diritto di prelazione e riscattarsi con 100.000 ducati per «servire al pagamento dei debiti del duca Scipione Spinelli». In tale parlamento, i più facoltosi offrirono una tantum fino al raggiungimento della cifra che serviva per passare al Demanio regio (Seminara e Sant'Anna per 75.000 ducati e di Palma per 25.000 ducati). Pertanto Seminara ed i suoi casali chiesero la protezione e la ottennero, ed il prezzo pagato fu depositato presso i pubblici banchieri Calamazza e Pontecorbi. Seminara ed i suoi casali, sottrattisi al dominio feudale e ritornati sotto il Demanio regio, vennero retti da un governatore di regia nomina.
Intanto, al vecchio toponimo di Palma, si andava sostituendo il nuovo nome di Palme.
Nel censimento del 1595, la popolazione di Palme contava 617 famiglie.

## XVII secolo
Il 3 febbraio 1624 in Calabria vi fu un violento terremoto, che si ripeté nell'aprile del 1626.

### L'indipendenza da Seminara
Verso l'inizio del XVII secolo, si notò nel casale di Palme un ulteriore aumento cospicuo delle industrie e dei commerci. Il benessere che si godeva nel paese aveva inoltre attirato molta gente che dai paesi vicini veniva a stabilirsi a Palme. La terra di Seminara, che mal sopportava l'incremento del suo casale, cercò con ogni mezzo di ostacolarne lo sviluppo e continuò la vendita dei beni feudali degli Spinelli avuti con il passaggio al Demanio regio. Nel 1592, per tale compera, nella liquidazione fatta dalla Regia Camera della Sommaria circa i debiti che la terra di Seminara aveva per causa del demanio (90.250 ducati), l'universitas di Palme fu posta espressamente in collazione per il pagamento e dovette assegnare le sue gabelle, le quali venivano affittate ogni anno per 3.478 ducati. Tali gabelle furono impiegate per un periodo di 36 anni (dal 1592 al 1628) quando essendosi formato lo "Stato di Palme" dal reggente Carlo Tappia, rapportandosi le rendite di dette gabelle, ascese a 3.630 ducati, si disse che in quell'anno erano state restituite alla universitas, che prima stavano assegnate per l'estinzione del debito del demanio. E inoltre, avendo i cittadini corrisposto ducati 20.000 in supplemento del prezzo del demanio, quelli non furono solamente corrisposti da cittadini di Seminara, come l'universitas ha assunto, ma da duecento cittadini tanto di Seminara che dei casali, come fu dichiarato dai loro Procuratori nel 1578 in Regia Camera della Sommaria.
Per questo, gli abitanti di Palme, tennero parlamento nel 1632 e decisero di domandare la separazione da Seminara, con il risarcimento dei danni e degli interessi subiti per i beni feudatali venduti, e richiesero di passare alle dipendenze principe di Cariati.
La reazione di Seminara fu dura, perché oltre a perdere la supremazia e la giurisdizione sul territorio di Palme, tale scelta avrebbe creato un danno economico. La decisione del popolo di Palme rimase ferma e, per troncare la controversia, Seminara cedette nel 1634, con pubblico istrumento, la sua giurisdizione alla Regia Corte, cioè in beneficio del serenissimo re Filippo IV di Spagna seppur con molte riserve e condizioni. I corpi giurisdizionali che Palme si riserbò di sua appartenenza, e che le furono concessi da Filippo IV (definitivamente nell'anno 1636), furono quelli di balivo, dogana e caiapania.

### L'avvento del marchese Andrea Concublet
Dopo molte vicissitudini della città, ed avendo il Regio erario difficoltà economiche, nel 1636 la terra di Palme fu venduta dalla Regia Corte, per 28.000 ducati, alla famiglia Concublet, marchesi di Arena. Il nuovo feudatario di Palme Francesco Concublet, invece di esercitare il diritto di "utile signore", incrementò il commercio e le industrie e, per questo, la città divenne una delle migliori terre della provincia.

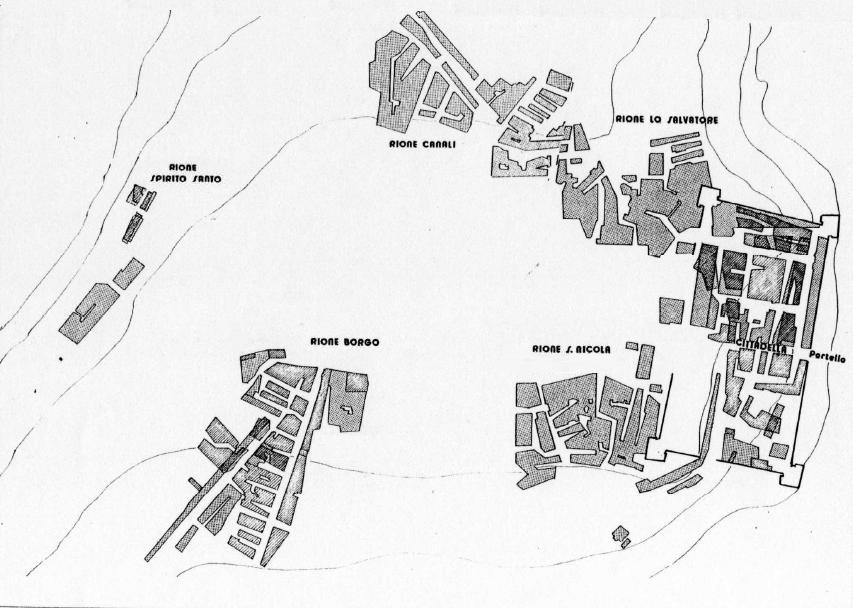
L'ampliamento della città oltre le mura, a partire dal XVII secolo

Verso la fine di gennaio del 1638, avvennero nella zona alcuni terremoti, però di minore forza rispetto a quello dello che vi fu il 27 marzo dello stesso anno, che ridusse in rovine la Calabria. Tali scosse durarono fino a giugno, rovinando 180 città e causando circa 19.000 morti. L'anno seguente seguirono altri terremoti, ma più leggeri, fino a registrare un altro terremoto violento il 19 giugno 1640. Questi ultimi due facevano continuazione al rione Lo Salvatore dal lato di levante e stavano disgiunti da un esteso giardino, di proprietà degli Spinelli. La via principale della nuova estensione di Palmi partiva dalla porta del Soccorso e, incurvando verso settentrione, attraversava il rione Lo Salvatore, lambiva quello de La Murarella e presso il giardino suddetto si piegava quasi a gomito per continuare verso la chiesa del Carmine.
Alla morte del marchese Francesco Concublet, avvenuta nel 1648, gli subentrò Domenico Concublet che restò marchese di Arena e feudatario di Palme fino al 1661. In quell'anno divenne marchese di Arena e nuovo feudatario della città di Palme Andrea Conclublet.
La città di Palme, fino ad oltre la metà del XVII secolo, era ancora circondata di mura ed il marchese di Arena Andrea Concublet teneva ancora le torri munite con alcuni cannoni. Però la città continuò ad aumentare di popolazione e pertanto, trovandosi in uno spazio troppo angusto, una parte di essa fu costretta a edificare le proprie abitazioni al di fuori delle mura. Fu lateralmente alle due porte di levante, e nei luoghi vicini ad esse, che l'abitato prese a estendersi. Per questo, sotto l'assenso del feudatario, questa parte delle mura di cinta fu diroccata, e da qui la città si estese notevolmente, tanto che in breve tempo si formarono i rioni "Lo Salvatore", "La Murarella" (o più comunemente chiamato "Li Canali" e "San Nicola".
In questo periodo vi furono delle controversie tra il marchese Andrea Concublet e Scipione II, principe di Cariati e duca di Seminara, a causa dei confini non determinati tra il territorio di Palme e quello Seminara. La popolazione di Palme, per difendere il marchese a cui era devota, difese il proprio territorio «con l'arma in mano, e più di una volta con sangue e strage».

### Lo sviluppo commerciale
All'epidemia di peste, che avvenne del 1656, seguirono anni di carestia ed in ogni luogo venne fatta incetta di cereali e altri generi alimentari a prezzi elevati e, per questo, andò crescendo l'importanza economica di Palme, dato che il marchese di Arena aveva costruito grandi magazzini di deposito e di rivendita di grano, cereali ed altri prodotti. Con il mercato, che si teneva tutti i lunedì, giovedì e venerdì, venivano richiamati un gran numero di forestieri. Man mano il mercato diventò giornaliero, commerciando non solo grano ma anche altre mercanzie, però il commercio avveniva solamente tra palmesi e forestieri e non tra forestieri stessi, in quanto tali scambi avrebbero costituito una "fiera ossia mercato", cioè un privilegio che toccava alla sola Seminara, avendolo ottenuto nel 1420 dalla regina Giovanna II di Napoli.
Andrea Concublet istituì, nel 1662, pure in Palme l'uso della "fiera ossia mercato", cercando di avvilire le industrie di Seminara e creando concorrenza sui prezzi e derrate. I mercanti che venivano a vendere grani, erano di Monteleone, Nicotera, Mileto, Pizzo e Rosarno e per arrivare dovevano percorrere la strada che conduceva al passo del Petrace (zona "Ponte vecchio" da cui poi la strada si biforcava per Seminara o per Palme) ed in quel luogo, il marchese di Arena, li faceva attendere da gente incaricata di offrire prezzi vantaggiosi ai mercanti, in modo che questi ultimi venissero a Palme anziché a Seminara. In tal modo la città divenne l'emporio di tutta la parte occidentale della Calabria Ulteriore e, per questo, il marchese introdusse la franchigia del mercato ogni giorno. Gli affari con l'estero erano dati da grosse spedizioni di olio d'oliva, vini e seterie che partivano da Pietrenere per mezzo di feluche. In conseguenza di questi avvenimenti la città di Seminara, avendo il proprio mercato in stato d'abbandono, ricorse al governo vicereale contro il feudatario Concublet accusandolo dell'usurpazione della "fiera ossia mercato". Il 3 gennaio 1664, l'universitas di Palme tenne un parlamento e costituì Bruno Lupari quale suo procuratore. Gli arbitri della contesa furono don Fabrizio Ruffo, priore di Bagnara Calabra, e don Giovan Battista Caracciolo. Questi ultimi stabilirono, il 13 aprile 1668, che la "fiera ossia mercato" non competesse alla città costiera. Tale decisione comportò l'ordinanza di divieto del viceré Pietro Antonio d'Aragona. In dissenso da tale ordinanza, anche se la fiera tra forestieri era apparentemente soppressa, i cittadini di Palme si presentavano dai forestieri a fare acquisti per conto di altri forestieri aggirando pertanto il divieto.
Sempre grazie all'operato del marchese si deve la realizzazione di un ospedale cittadino (1667), di una piazza principale con una fontana monumentale (1669) e di un'accademia (1673).
Nel censimento del 1669, voluto da Pietro d'Aragona viceré del Regno di Napoli, Palme contava 519 famiglie.
Alla morte del marchese Andrea Concublet, avvenuta nel 1675, subentrò come feudatario di Palme e marchese di Arena suo figlio Riccardo di soli sette anni. Quest'ultimo, poiché malaticcio, morì tre anni dopo, nel 1678. Il marchesato di Arena passò in quell'anno, pertanto, alla famiglia Acquaviva, nella persona del duca d'Atri Giosia, che fu erede essendo figlio della sorella di Andrea Concublet, e divenne feudatario di Palme.
Il nuovo feudatario Giosia Acquaviva, forse per evitare contrasti con il feudo confinante o forse perché non aveva interesse della zona, vendette la terra di Palme, nel 1684, al principe di Cariati e duca di Seminara Carlo Filippo Antonio Spinelli che divenne il nuovo feudatario della città.
Carlo Filippo Antonio Spinelli conosceva molto bene il progresso di Palme nel campo della marcatura, e specialmente nella produzione di seta e dei manufatti di seta. Ritenendo ciò pregiudizievole per Seminara, il feudatario pose delle restrizioni, aumentò i balzelli e fece distruggere la mezzarola eretta in piazza del Mercato, che aveva la funzione di unità di misura, oltre ad essere un monumento del mercato franco e libero.
Nel 1693, a partire dall'11 gennaio, la Calabria fu scossa e danneggiata da violenti terremoti.

## XVIII secolo

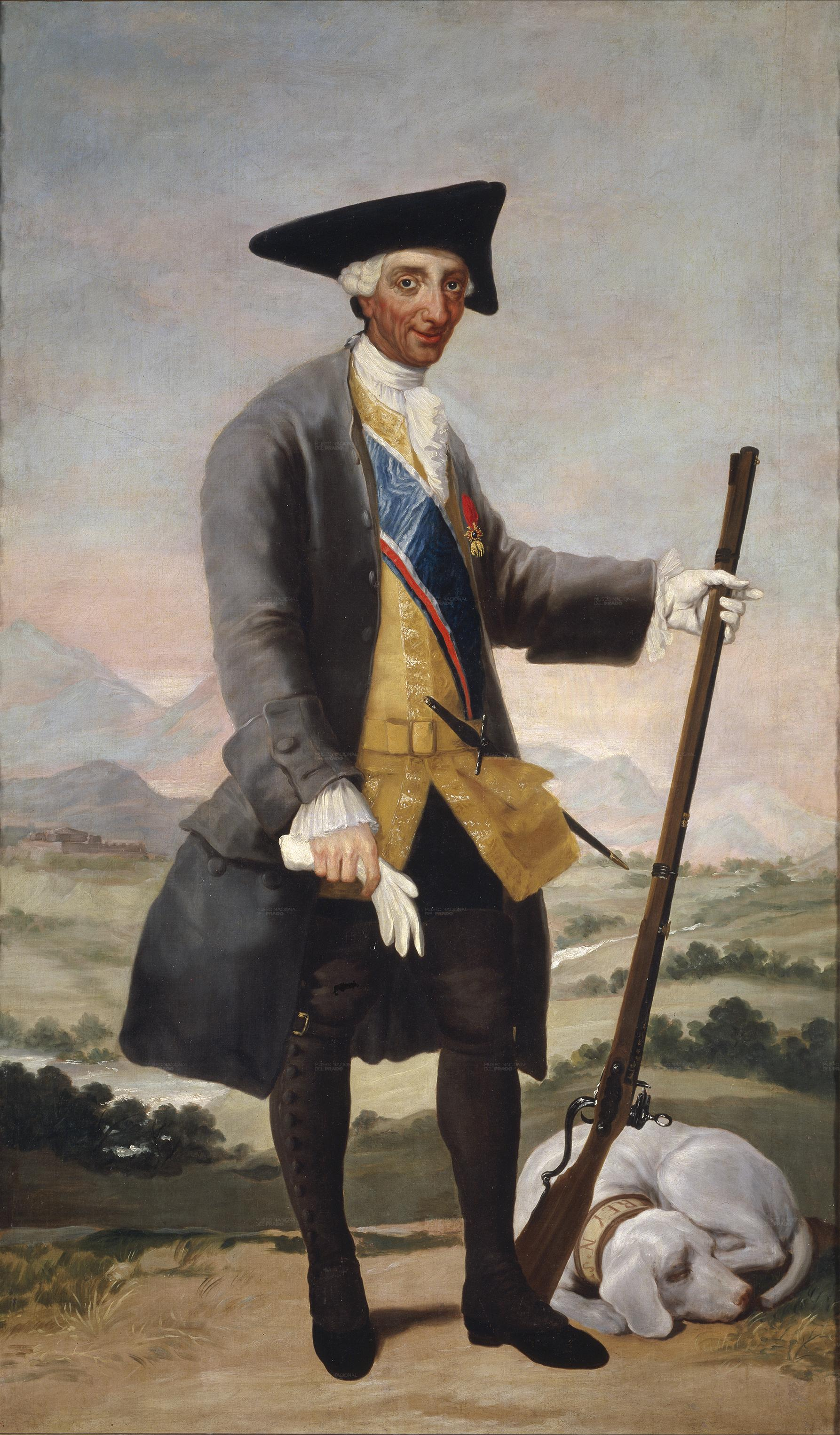
Carlo III di Spagna

Carlo Filippo Antonio Spinelli morì nel 1725, senza lasciare figli maschi. Pertanto il feudo di Palme passò al nipote Scipione III Spinelli Savelli, figlio di Giovambattista I e di Giovanna Caracciolo, che divenne nuovo principe di Cariati e duca di Seminara.
Sempre nel 1733 la Sacra Congregazione dei Riti, con Decreto del 12 settembre 1733, confermò l'elezione fatta dal clero e dal popolo della Madonna della Lettera a patrona principale della città, fissando l'Ufficio Divino e la Santa messa nell'ultima domenica di agosto.
Uno degli avvenimenti cittadini più importanti della prima metà del XVIII secolo fu la visita a Palme, il 5 marzo 1735, del re Carlo III di Spagna in viaggio per Palermo, dove sarebbe stato incoronato re di Napoli e Sicilia. Il suo soggiorno in città, prima di partire per Messina dalla Marina di Palme, durò 12 giorni. Il re, in ringraziamento degli onori ricevuti, concesse alla città il privilegio del suo antico mercato "dell'arte della seta e della lana" (datato 1636). Inoltre, nei giorni che trascorse a Palme, il re volle spesso andare a caccia nelle campagne poste tra la contrada di San Filippo e quella di Pietrenere. Tali campagne, in suo onore, furono chiamate "Lo Terzo" o "Lo Re", ed infine Monteterzo (nome attuale della zona).
Il Monte di Pietà di Palmi venne istituito tra il 1749 ed 1756, per disposizione testamentaria lasciata da Gregorio Rossi il 9 novembre 1737, a beneficio dei soli abitanti della città. Nel suddetto testamento il Rossi voleva ed ordinava, nel caso di mancanza di eredi, che fosse eretto a Palmi un Monte di Pietà. Pertanto morta la figlia Anna Maria e morte anche le nipoti in minore età, l'eredita andò alla sorella Antonia usufruttuaria dei beni e si doveva aspettare anche la morte di quest'ultima per installare il detto Monte. Ma Antonia Rossi, per assecondare la volontà del fratello, con pubblico istrumento del 19 febbraio 1749 rinunciò all'eredità erigendo il Monte e riserbandosi alcuni beni durante la sua vita. L'ente fu distrutto dal terremoto del 1783 e poi, al tempo della dominazione dei francesi, fu derubato dai briganti nel 1807 e 1809. In conseguenza di decreti degli anni 1810 e 1812 l'opera pia passò sotto il pieno controllo del governo del Regno di Napoli. Il ripristino delle operazioni di pegno e spegno avvennero con decreto reale del 14 marzo 1831 assegnando per capitale iniziale 700 ducati. Dal novembre del 1877, non fu più osservata l'usanza di beneficiare i soli cittadini di Palmi, ciò in virtù del nuovo Statuto Organico che fu approvato.
Il 25 agosto 1741, il vescovo di Mileto Marcello Filomarini, procedette alla elevazione della chiesa matrice di San Nicola a collegiata insigne, avendone ottenuta da papa Benedetto XIII la concessione con bolla dell'agosto 1741.
Il 20 febbraio 1743 un forte terremoto avvenne nella Calabria Ulteriore.
Scipione III in quegli anni aumentò il commercio e, nel 1756, benché la popolazione avesse pieno diritto della bagliva, dogana e catapania, decise di donargli parti delle sue entrate, in qualità di utile signore, e di lasciare sette parti all'universitas.
Nell'anno 1766 Scipione III Spinelli Savelli morì avvelenato e, nei diritti sui suoi molti feudi, gli succedette suo figlio Giovan Battista II Spinelli, che divenne feudatario di Palme, principe di Cariati e duca di Seminara. Quest'ultimo si dimostrò molto prepotente verso la popolazione e continuò ad esigere i tre decimi che la cittadinanza concesse al suo predecessore. Nonostante avesse eretto fabbriche ancora migliori di quelle che già vi erano, l'odio della popolazione aumentò a seguito di tasse sul commercio e affitti forzosi.

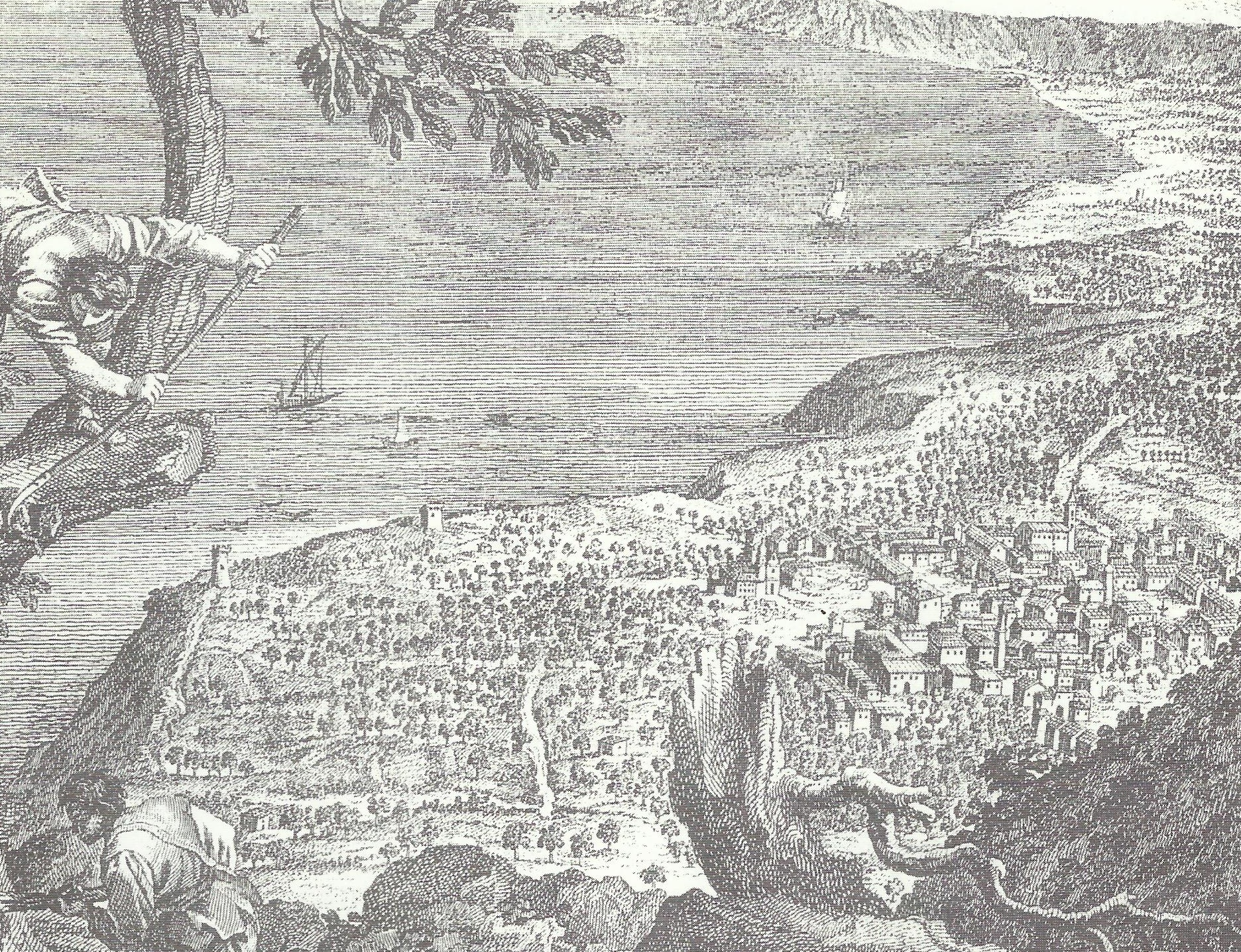
Disegno di Antonio Minasi, del 1779, intitolato "Prospetto del Faro di Messina, riviera di Scilla-Costiera di Parma, e spiaggia di Gioia".

Il feudatario Giovan Battista II, fu costretto dalle più potenti famiglie di Seminara a stare lontano da questa città. Pertanto il duca ritenne che sarebbe stato umiliante, per Seminara, privarla del suo seggio ducale per stabilirlo a Palme. E in effetti lo collocò nella chiesa matrice di San Nicola, tenendo sotto il suo comando una squadra baronale composta dai centocinquanta ai duecento armigeri, che risiedevano nella parte centrale dell'abitato, presso la piazza del Mercato.
Nel 1770 il feudatario, poiché «mosso dalla pietà cristiana per consentire di assolvere al precetto festivo ai numerosi negozianti e marinai che sbarcavano e frequentavano lo scalo della Marina delle Pietre negre», costruì a Pietrenere una cappella rurale dedicata alle "Anime abbandonate del Purgatorio". Difatti a Pietrenere, sul finire del XVIII secolo, era presente uno "scaricatoio" dal quale si commerciava l'olio ed il suo porto era uno dei più fiorenti del mezzogiorno settecentesco.

### Il "Flagello" del 1783
Di seguito viene proposto un elenco dei principali terremoti avvenuti negli ultimi secoli. L'elenco comprende solo gli eventi al di sopra della "soglia del danno" ed i dati della scala Mercalli (MCS) sono riferiti al centro abitato di Palmi (o ad un centro vicino) mentre i dati della scala Richter sono riferiti all'epicentro del terremoto:
- 11 gennaio 1693: VI-VII grado MCS[81] - 7,41 scala Richter;
- 20 febbraio 1743: VII grado MCS[82] - 6,90 scala Richter;
- 5 febbraio 1783: X-XI grado MCS - 6,91 scala Richter;
- 13 ottobre 1791: VI grado MCS - 5,92 scala Richter;
- 12 marzo 1828[83]: VII grado MCS - 5,33 scala Richter;
- 16 novembre 1894: VIII grado MCS - 6,05 scala Richter;
- 8 settembre 1905: VII-VIII grado MCS - 7,06 scala Richter;
- 28 dicembre 1908: VIII-IX grado MCS - 7,24 scala Richter;

Il 5 febbraio 1783, alle ore 19.15, nella Calabria meridionale vi fu un violento terremoto, il quale in circa due minuti colpì 190 città creando 32.000 morti. Le scosse furono ripetute il 7 febbraio ed il 28 marzo. L'evento del 5 febbraio provocò a Palme 1.400 morti e la città, fino ad allora graziata, venne totalmente distrutta. Oltre ai suddetti morti, il terremoto provocò febbre popolare tramite l'aria contaminata, le acque inquinate e la nutrizione con cibi andati perduti. Pertanto dei 4.900 abitanti che la città aveva prima del terremoto, ne rimasero in vita circa la metà.
Andarono perdute anche le officine di seta e lana che il principe di Cariati aveva istituito. Il danno arrecato fu stimato, per la sola Palme, in 500.000 ducati. Lo storico palmese Domenico Guardata, raccontò che di tutto ciò che vi era edificato prima del terremoto «rimase illesa la sola Fontana della Palma nella piazza del Mercato, mentre il vicino Monte Sant'Elia franò di continuo nella vetta, trascinando con sé uomini ed animali». I tributi dovuti dalla città al suo utile signore furono sospesi, come in tutta la Calabria. Così descrive Palme, dopo l'evento, Giovanni Vivenzio:
Questa è invece la descrizione del cardinale Antonio Despuig y Dameto, che visitò la città il 13 febbraio:
Il politico tedesco Johann Heinrich Bartels diede questa descrizione:

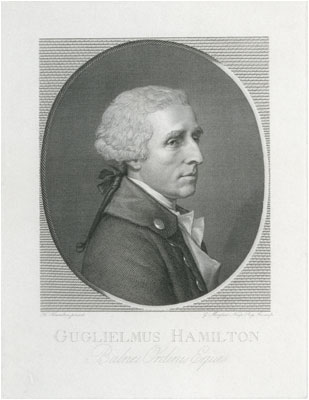
Ritratto di William Hamilton.

Una descrizione maggiore, dei mesi seguenti, è fornita dall'archeologo inglese William Hamilton. In città, nella quale si svolgeva «un gran commercio di olio» e al momento del disastro vi era la presenza di più di 4 000 botti. I vasi che contenevano il prezioso prodotto erano andati in malora e la sua fuoriuscita era venuta a formare addirittura un fiume, finito conseguentemente in mare. L'olio peraltro, mescolatosi con i grani contenuti nei magazzini e la corruzione dei cadaveri cagionò una «sensibilissima alterazione dell'aria». La popolazione superstite viveva in baracche vicino alla città.
In città «ove non era rimasta pietra sopra pietra», a non tutti i superstiti riusciva di poter delimitare i confini delle loro proprietà, e ciò comportò un dissenso fra i cittadini, circa il sito, dove avrebbero dovuto far sorgere la nuova Palme. Alcuni furono dell'avviso che la città dovesse essere rifatta sul cosiddetto "Piano della Torre", cioè a ponente della città distrutta dal terremoto (tra il vecchio rione Carlopoli, ed il ciglione della riviera). Altri prescelsero l'altipiano, sulla collina, che circondava Palme verso oriente. Altri ancora, che erano la maggioranza, vollero che la città risorgesse sul medesimo posto di prima, poiché dissero che bisognava prendere come «favorevole augurio» il fatto che la Fontana del Mercato fosse rimasta in piedi, malgrado che «i terremoti la facessero dimenare come l'albero di una nave in tempesta». L'incaricato di riprogettare la città fu affidato all'ing. Giovambattista De Cosiron. Il progetto prevedeva la demolizione di Carlopoli, da trasformare in un'area con viali e rampe, e nella progettazione furono previste 11 piazze con appositi spazi destinati al potere politico, religioso e civile.
Nel 1785, il Governo di Ferdinando IV, prescrisse che le tasse arretrate dovute ai feudatari fossero soddisfatte alla Cassa sacra e non alle Universitas, in quanto queste ultime erano estremamente impoverite. Di conseguenza il principe di Cariati sollecitamente manifestò le sue pretese e, per tale motivo, tra i superstiti cittadini di Palme ed il loro feudatario nacque un litigio che venne portato davanti alla "Giunta Suprema", tribunale creato allora in sostituzione della Regia Camera della Sommaria.

### Gli anni post terremoto
(Lubin Griois, comandante di reggimento dell'esercito francese, "Mêmoires du Général Griois", 1830)

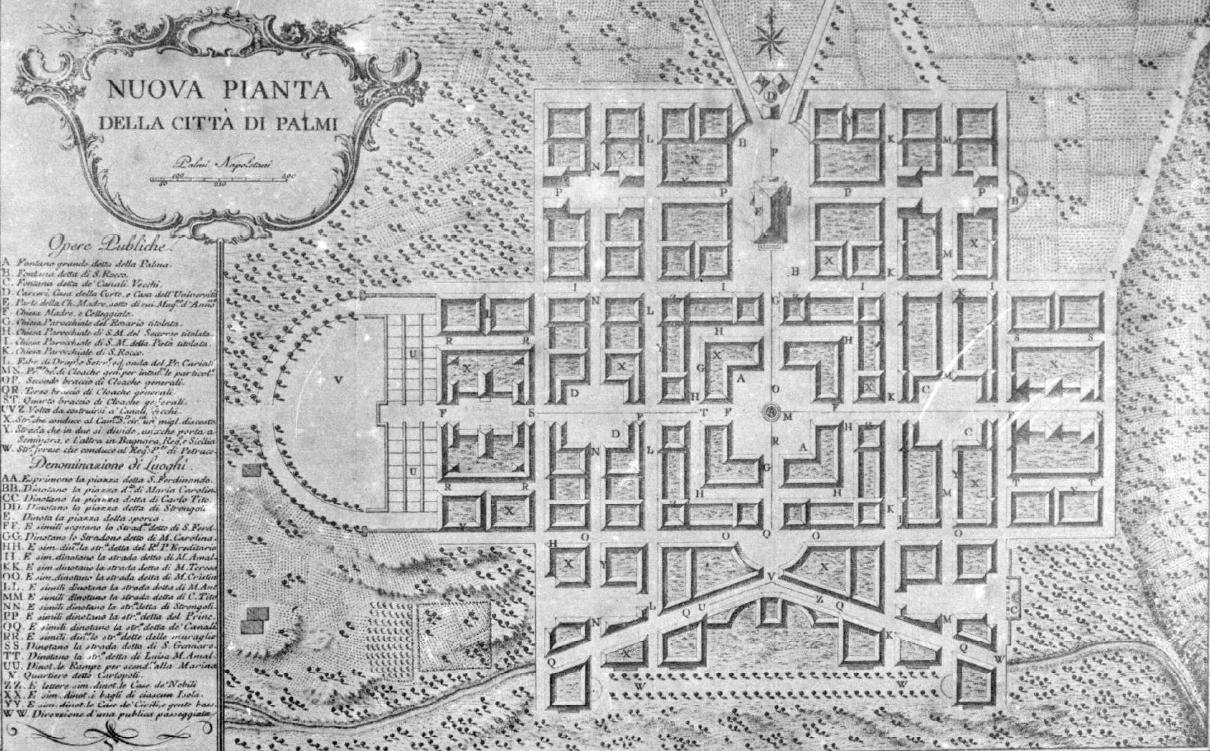
Il Piano Regolatore della città, a seguito del terremoto del 1783

Nel marzo del 1786, per il ripartimento della Piana, il Vicario generale riferì era stata quasi interamente riedificata la città di Palmi con la sua chiesa cattedrale. La città storica, contrariamente a quanto previsto dal De Cosiron, non scomparve. La Cittadella rimase agganciata al lato occidentale mentre il Borgo a nord-est appariva quasi come un cuneo infisso nella schematicità del nuovo impianto. Brandelli del vecchio tessuto edilizio, come il quartiere San Nicola, apparivano lungo i percorsi, poiché evidentemente si intervenne dove il terreno era meno scosceso e meno edificato. Il lavoro di sbancamento della Cittadella non fu intrapreso e nell'area destinata alla fabbrica di drappi e seterie venne realizzato un giardino pubblico colmando con le macerie il forte dislivello. Gli isolati furono frammentati in lotti e talora conservarono all'interno la traccia del tessuto edilizio antecedente. Si costruì anche sui bastioni e sulle cortine di Carlopoli e si mantenne intatto solo il vertice nord-occidentale poiché era divenuto recinto dell'"orto dei monaci" annesso al convento. Scomparve anche tutto il settore orientale della cortina, in parte sbancato per tracciare il corso principale ed in parte inglobato nel giardino pubblico. Nella nuova pianificazione urbanistica della città affiora il rigore illuministico tipico della seconda metà del settecento. Pertanto Palmi risorse con una pianta regolare a scacchiera.
Il 12 ottobre 1791 avvenne un ulteriore terremoto. La terra tremò per circa 50 secondi e, nel suolo, furono aperte ampie voragini. Anche i più solidi edifici si sfasciarono. Nella notte altre scosse si susseguirono tanto che, all'alba, le città furono un nuovo teatro di rovine e di vittime. La terra tremò sino al 24 ottobre.
I cittadini di Palmi che, a causa del "Flagello" e delle emigrazioni avvenute erano diminuiti di popolazione, non poterono porre ostacolo al dispotismo del duca di Seminara, anche perché fra i cittadini vi erano
molti suoi partigiani, impiegati nei suoi abbandonati setifici e lanifici o agenti e dipendenti che nel
paese avevano influenza. Questi ultimi si impegnavano per distogliere i cittadini da ogni proponimento di ribellione contro il loro padrone. Il quale era iniquo con la popolazione ma, con i suoi dipendenti, era molto generoso. Difatti alcuni di loro ebbero in dono case e terreni che il feudatario aveva, in tutto o in parte, usurpato prepotentemente all'universitas e a persone private. In città, quella fiorente attività in diverse industrie e nel commercio era venuta meno a seguito del "Flagello", e non si fabbricavano più quei drappi di seta e di lana tanto ricercati. Non venivano nemmeno più esportate quelle frequenti e abbondanti quantità di olio d'oliva, vini e di grani, e quel continuo mercato tanto frequentato dai forestieri e sempre ricco di derrate, si era ridotto ad essere tenuto solamente in due giorni alla settimana e per prodotti limitati ai bisogni locali. Pertanto a Palmi, come in altre terre della Calabria, regnò certamente lo scontento e l'odio contro il principe di Cariati, che alla immane sventura del terremoto, aggiunse insulti e prepotenze sul popolo palmese.
La popolazione, non potendo più soffrire di essere tenuta in vassallaggio, incominciò ad agitarsi stando compatta contro i partigiani dell'"utile signore" e la gente straniera, che pure continuava a stabilirsi a Palmi. Pertanto vi si accesero due fazioni: una fu detta dei "Verdonelli", che erano i partigiani del principe, e l'altra dei "Gialinelli", che erano i partigiani della città (o della universitas). I naturali del luogo riuscirono inoltre a costituire fra di loro un'associazione, che venne chiamata "La Campana di Legno" e che rievocava consuetudini antiche, cioè l'essere ospitali e benefici con i forestieri ma non permettere che alcuno di essi venisse a domiciliarsi a Palmi senza il loro consenso. Da tale unione i cittadini trovarono effetti favorevoli, con frequenti ed insistite rimostranze, presso le regie autorità, sulle angherie subite da parte del loro feudatario.
Giovan Battista Spinelli II morì il 22 febbraio 1792 all'età di settantadue anni. Alla sua morte il feudo di Palmi andò in eredità al nipote Scipione Spinelli, figlio del fratello Antonio morto nel 1790, che divenne nuovo principe di Cariati e duca di Seminara. Scipione morì nel novembre del 1797 e gli successe, come feudatario di Palme, il suo fratello secondogenito Gaetano Spinelli. Quest'ultimo, venuto anch'esso a morte dopo breve tempo, fu succeduto alla guida del feudo di Palmi, nel 1797, dal fratello Ferdinando Spinelli il quale fu l'unico superstite dei discendenti di Giovan Battista e, pertanto, con esso si venne ad estinguere la primogenitura maschile.
In Palmi fu costituita, fra alcuni benestanti, una loggia di liberal-muratori la quale era in relazione con i massoni di Reggio Calabria ma, nel resto della piana, non vi furono propagati come a Palmi i principi di libertà che seguirono in tutta Europa la Rivoluzione francese. Nel 1798, nella calabria Ulteriore, per paura di moti rivoluzionari furono arrestate 75 persone tra cui 7 palmesi.
A seguito della proclamazione della Repubblica Napoletana, il 23 gennaio 1799, nel nuovo ordinamento amministrativo della repubblica, voluto da Jean Étienne Championnet, l'universitas di Palmi venne compresa nel Dipartimento della Sagra (ente amministrativo di I livello) e nel cantone di Seminara (ente amministrativo di II livello). La Repubblica Napoletana cessò l'8 luglio 1799 e venne proclamato nuovamente il Regno di Napoli.

## XIX secolo

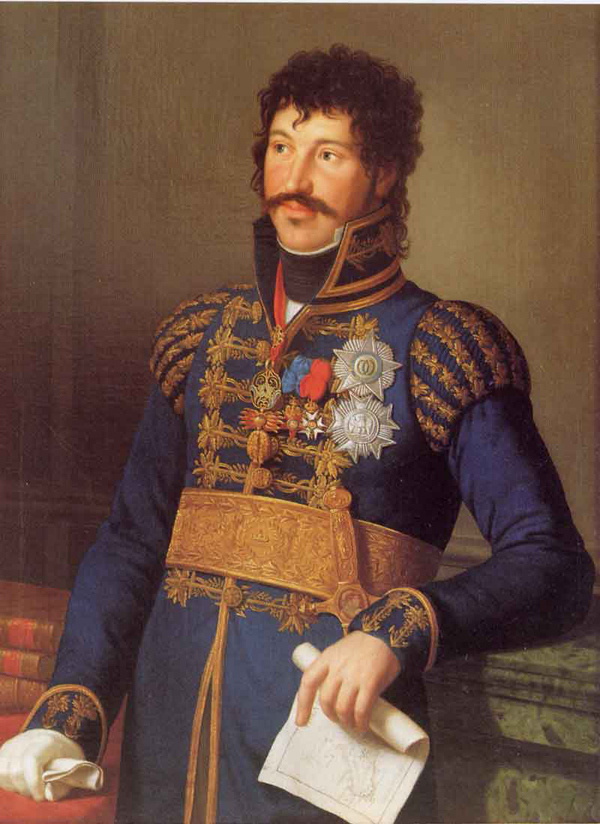
Gioacchino Murat

Alla morte di Ferdinando Spinelli, nel 1801, subentrò nei diritti del feudo di Palmi Cristina Spinelli, figlia di Scipione IV Spinelli e Margherita Doria. La Spinelli continuò a serbare il titolo di Principessa di Cariati, compiacendosi pure del titolo di baronessa di Palme, fin oltre all'agosto dell'anno 1806, quando Giuseppe Bonaparte abolì il feudalesimo per legge, anche se fu sotto Gioacchino Murat (1810) che venne soppresso di fatto.
Per la legge del 19 gennaio 1807, i francesi fecero di Palme una sede di "governo" comprendente i "luoghi" di Seminara e di Sant'Anna. In quel periodo i francesi progettarono, in località Pietrenere, un "fortino" che doveva essere collegato ad una batteria di cannoni collocati vicino ad una torre. La struttura non venne mai completata in quanto i Borbone ripresero il comando del Regno di Napoli.
Nel successivo riordino del regno, predisposto dal decreto n. 922 del 4 maggio 1811, Palme rientrò nella Provincia di Calabria Ultra, distretto di Reggio Calabria, e venne posta a capo di un circondario comprendente i comuni di Pietrenere, Seminara (con le sue frazioni Sant'Anna e Ceramida), Gioja e Melicuccà.

### Il distretto di Palmi

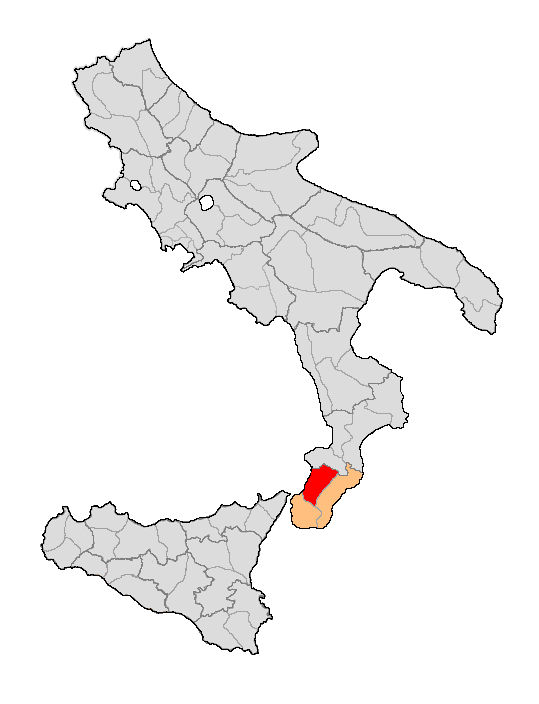
Distretto di Palmi nel Regno di Napoli

Nel 1816, con la riunione in un unico stato dei regni di Napoli e Sicilia, Palme passò dal Regno di Napoli al neonato Regno delle Due Sicilie ed il re Ferdinando VII di Spagna, nella riorganizzazione delle amministrazioni locali del territorio, all'interno della provincia borbonica della Calabria Ulteriore Prima stabilì che Palme venisse posta a capoluogo di distretto, poiché contava 6.100 abitanti ed era annoverata tra i "comuni di I classe". Il distretto di Palmi venne creato con la legge n. 360 del 1º maggio 1816 e fu suddiviso a sua volta nei seguenti circondari: Casalnuovo, Cinquefrondi, Laureana, Oppido, Palme (comuni di Palme e Gioja), Polistena, Seminara e Sinopoli Superiore.
Agli inizi del XIX secolo però la città tese ad espandersi ben oltre il piano del De Cosiron, tanto che nel 1824, tramite decreto regio, nei terreni del quartiere "Spirito Santo" furono creati piccoli lotti.
La fiorente attività commerciale che partiva dal borgo marinaro di Pietrenere vi fu anche agli inizi del XIX secolo, tanto che il re Ferdinando II nella "legge organica delle dogane" del 19 giugno 1826 inseriva la dogana di Palmi e Pietrenere tra le dogane di II classe. Negli anni seguenti però, poiché l'interramento della zona avanzava, il vicario generale di Calabria del Regno di Napoli sostituì il porto del borgo marinaro palmese con quello di Gioia Tauro, dove fabbricò un primo magazzino di deposito per il commercio dell'olio. Anche in funzione di ciò, il re Ferdinando II declassò il 16 gennaio 1834 la dogana di Palmi e Pietrenere dalla II alla III classe in quanto erano cessate da anni le esportazioni per l'estero di generi locali soggetti a "dazi doganali di estrazione".
Nei primi decenni del XIX secolo le amministrazioni cittadine previdero la nuova realizzazione, o ricostruzione, del teatro, del carcere, delle fontane e di molti luoghi pubblici. In un periodo compreso tra il 1817 ed il 1845 venne costruito il cimitero monumentale di Palmi.
Nel settembre del 1837 in città si propagò una febbre colerica che, in soli 18 giorni, portò alla morte di 325 persone su una popolazione di 8.700 abitanti. Quando la malattia smise di provocare morte, gli abitanti di Palme entusiasti ritennero che ciò fosse dovuto ad un miracolo operato da San Rocco.
Nel 1857 a Taureana di Palmi venne ricostruito, grazie all'opera dell'abate Pietro Militano, il Complesso di San Fantino, distrutto anch'esso nel 1783.

### Lo sbarco dei Mille

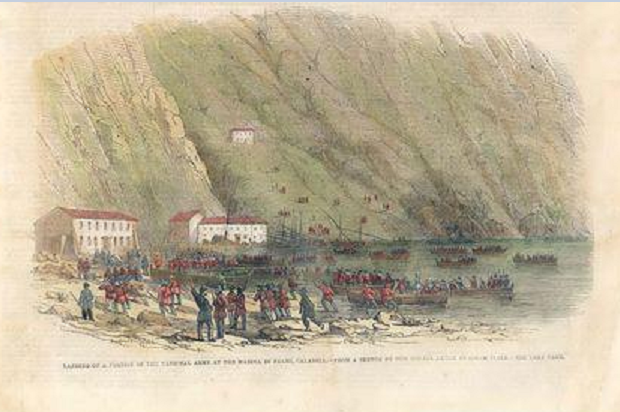
Stampa che erroneamente raffigura lo sbarco dei Mille a Palmi, il 22 agosto 1860

Il 22 agosto 1860, provenendo da Bagnara Calabra, in una fontana vicino a Palme sostò e si dissetò Giuseppe Garibaldi, che era alla guida della "spedizione dei Mille", impegnata nella unificazione dell'Italia. Garibaldi attese in quel luogo il sindaco barone Filippo Oliva ed una delegazione del consiglio comunale. Dopo i saluti il corteo si avviò in città passando dalla contrada Vitica. L'"Eroe dei due mondi", tenne un discorso dal balcone di casa Piria, e subito dopo inviò dalla Torre di San Francesco, dov'era posto un telegrafo, il seguente messaggio:
Assieme a Giuseppe Garibaldi vi erano la giornalista inglese Jesse White con il marito Alberto Mario. La felicità della popolazione di Palme, per l'arrivo delle truppe garibaldine, fu annotata anche in una pagina del diario di una camicia rossa. Tale annotazione recitava:
Garibaldi restò in città fino al 26 agosto, quindi s'imbarcò della Marinella. Dai registri dei decurioni risultò che il Comune di Palme sostenne, per 29 ducati, le spese per alcuni festeggiamenti e contrasse un prestito di 4.000 ducati per far fronte alle spese che occorsero per viveri, foraggi, trasporti, ed altro per le truppe del generale Giuseppe Garibaldi. Il comune pagò inoltre alcuni contadini per accompagnare le truppe fino a Napoli, e li rimborsò del valore delle carrette che furono requisite dai garibaldini.

### L'Unità d'Italia

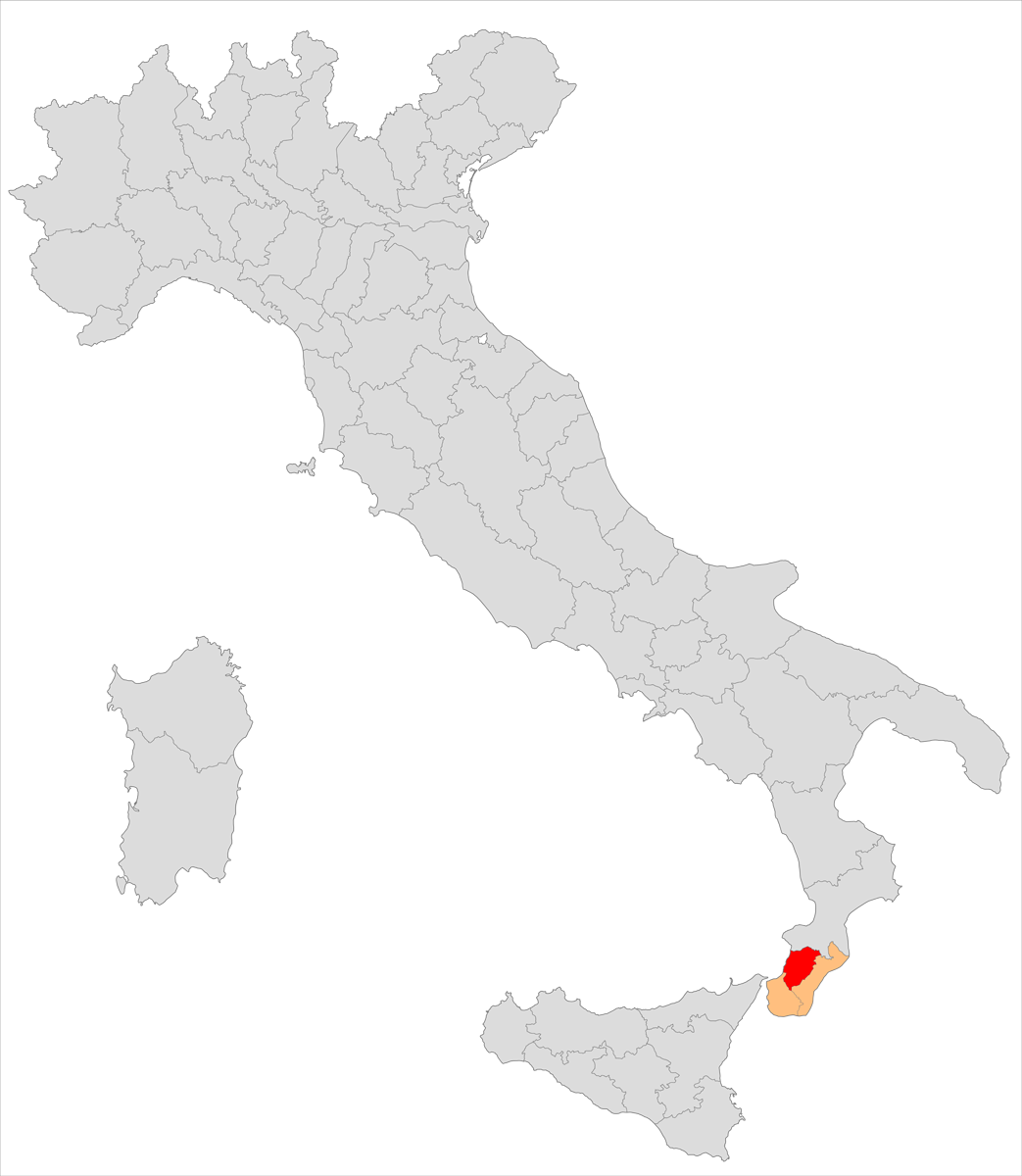
Circondario di Palmi nel Regno d'Italia

Dal 18 marzo 1861 la città, con il nome definitivo di "Palmi", fece parte del nuovo Regno d'Italia proclamato il giorno prima a Torino dal parlamento nazionale. All'interno del nuovo stato il comune ricadde nella confermata provincia della Calabria Ulteriore Prima (ente di I livello) ed inoltre fu posta a capo dell'omonimo Circondario di Palmi (II livello amministrativo).
Il 25 settembre 1862, con Regio decreto-legge n. 837, fu istituito il Tribunale di Palmi ed il relativo circondario giudiziario. Ciò anche grazie all'interessamento del magistrato palmese Vincenzo Cosentino.
Il 16 agosto 1882 la provincia della Calabria Ulteriore Prima, a cui apparteneva Palmi, venne rinominata provincia di Reggio Calabria.
Il 31 dicembre 1888 venne inaugurato il tratto ferrioviario Bagnara Calabra-Palmi (10 km), all'interno dei lavori di costruzione della linea ferroviaria tirrenica, da Reggio Calabria ad Eboli, operati nel 1873 dalla Società per le Strade Ferrate del Mediterraneo. La progettazione di questo tratto ferroviario ebbe numerose difficoltà, tra le quali la realizzazione della galleria passante sotto il Monte Sant'Elia e l'ubicazione della stazione stessa di Palmi, in quanto le richieste della popolazione locale discostavano dalle scelte che fece una commissione apposita nominata per esaminare quale fosse il luogo più idoneo. La popolazione infatti chiese alla società di realizzare la stazione nel pianoro denominato "Torre", vicino al centro abitato, mentre la commissione scelse la zona denominata "Buffari", lontana dalla città e scarsamente accessibile. La scelta di quest'ultima portò all'approvazione, per realizzare l'opera, del "progetto Cornaglia" (l'ing. Cornaglia era il direttore generale dei lavori). 
Il tronco ferroviario successivo alla stazione, cioè la tratta Palmi-Gioia Tauro, fu diviso in due parti di cui la prima interamente nel comune di Palmi. I lavori di quest'ultima terminarono il 3 febbraio 1889. L'impresa appaltatrice, cioè la ditta Neri, trovò difficoltà nel realizzare il viadotto sul fiume Petrace.

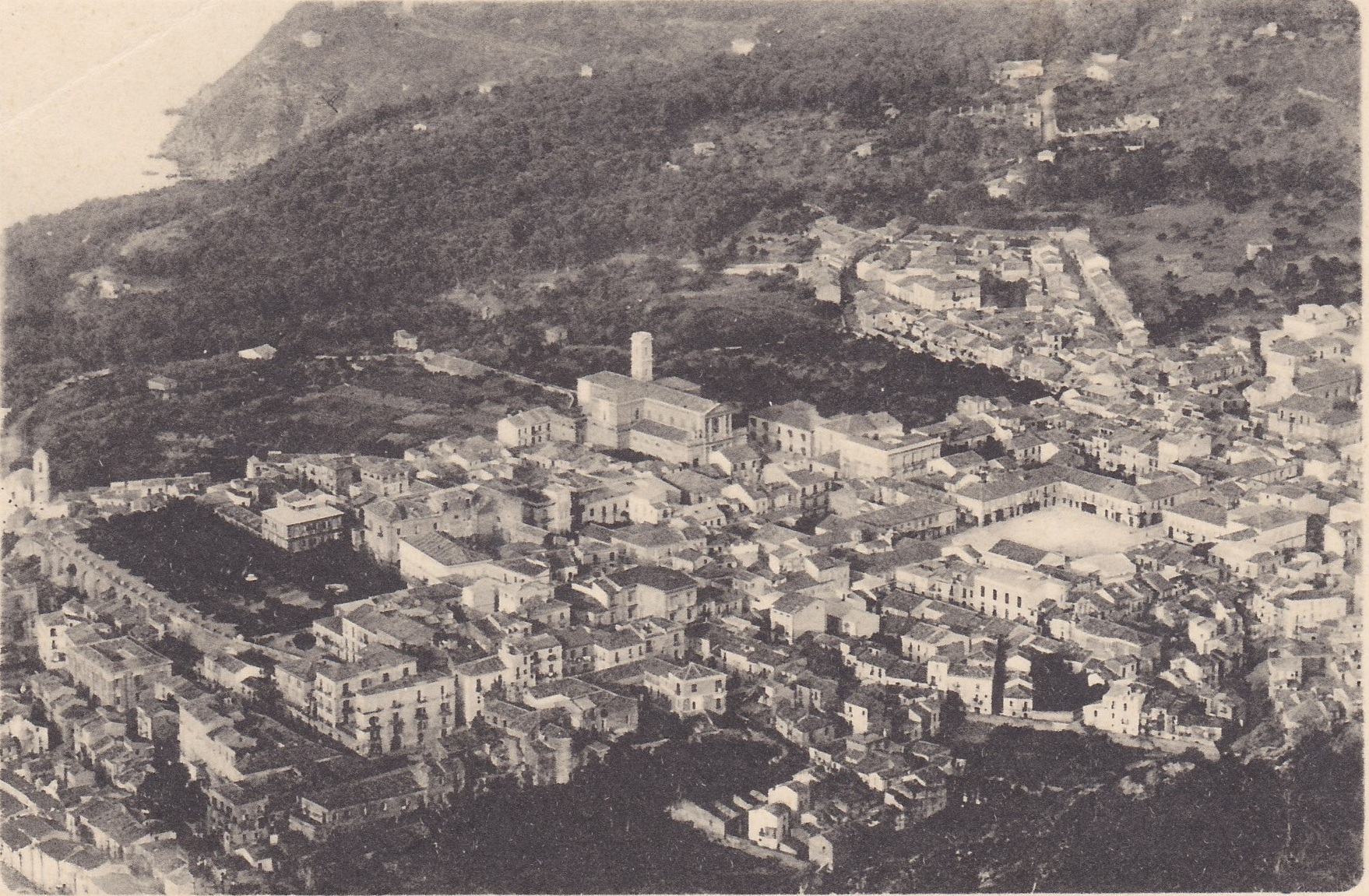
Vista della città, dal monte sant'Elia, sul finire del XIX secolo.

Il 2 aprile 1887, con lo scopo di «favorire, per mezzo del credito, l'agricoltura, le industrie ed il commercio», venne istituita la Banca Agricola Industriale di Palmi. L'ente operava nel settore settore agricolo, in quanto la superficie coltivata ad olivo aumentò continuamente nel corso del XIX secolo. La banca fu presieduta inizialmente dal marchese Ferdinando Nunziante, e continuò il proprio sviluppo anche dopo la nascita della Banca Popolare Cooperativa di Palmi. Il continuo sviluppo della coltivazione dell'olivo portò, nel febbraio del 1889, all'istituzione a Palmi di un oleificio sperimentale denominato "Regio Frantoio Sperimentale". Lo scopo dell'istituzione era quella di svolgere ricerche e studi sulla produzione dell'olio di oliva. Il 31 gennaio 1899 il Regio frantoio venne trasferito a Cosenza. Tutto ciò fu confermato in una dettagliata relazione del ministro dei Lavori Pubblici Stefano Jacini, che descrisse la situazione dell'olivicoltura nella zona, dalla coltivazione all'estrazione. Nella relazione espose di come «gli oliveti sono la principale coltura della provincia. Questa pianta forma la coltivazione speciale del Circondario di Palmi, tanto da imprimergli un aspetto caratteristico ed interessante».
Il 28 luglio 1889 il re Umberto I di Savoia, con regio decreto n. 6321, istituì a Palmi un regio ginnasio. La nuova scuola rappresentò il riconoscimento ufficiale di una preesistente scuola non governativa, intitolata al poeta Giuseppe Parini e fondata quattro anni prima da Vincenzo Graziani. Tra l'altro, l'anno precedente, era stata aperta una scuola comunale di disegno.

### Il terremoto del 1894

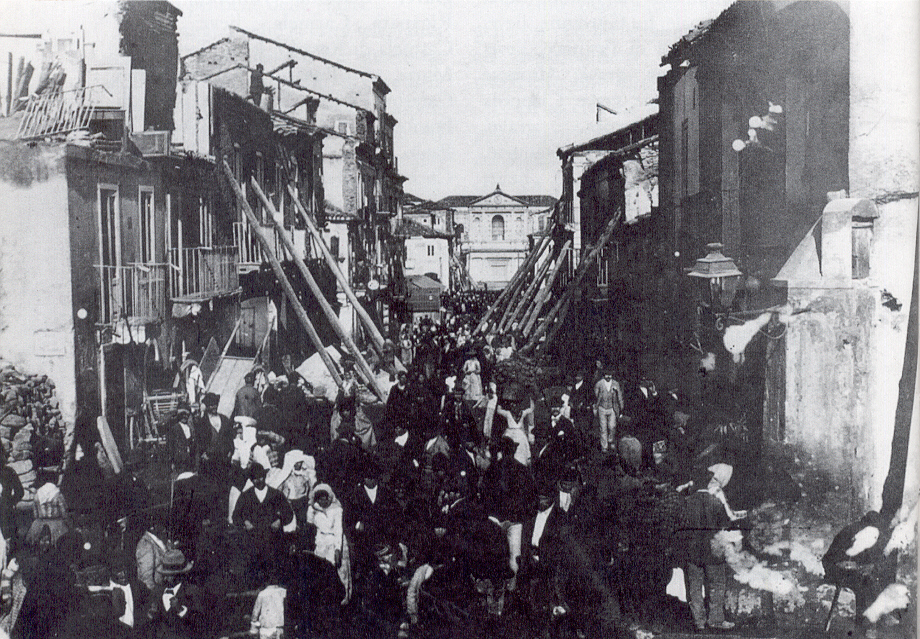
Vista del corso Carolino con le case puntellate e, sullo sfondo, l'antica Chiesa Madre.

Il 16 novembre 1894 un violento terremoto colpì la Calabria meridionale, alle ore 18.52, con epicentro storicamente individuato nella città di Palmi. L'intensità del sisma, che rientrò nel IX grado della scala Mercalli, comportò anche un violento maremoto sulle coste cittadine. La scossa principale, per la quale furono contati 20 movimenti del suolo per circa 20 secondi, fu preceduta e seguita da rombi che durarono tutta la notte ed il giorno successivo.
Malgrado la potenza dell'evento e le grandi rovine che produsse, con danni calcolati per un valore di oltre il milione di lire, il numero dei morti fu solamente di 9 ed i feriti 300. Ciò fu dovuto ad una circostanza singolare, che ebbe del miracoloso. La statua della Madonna del Carmine, la quale venne asserito che nei giorni precedenti avesse mosso gli occhi, fu portata fuori in processione. Quando il corteo con il simulacro, composto da quasi tutta la popolazione, giunse in luogo aperto, avvenne il terremoto e per questo la totalità degli abitanti di Palmi ne rimase illesa.
Nei giorni seguenti Palmi divenne centro delle operazioni di soccorso. Giunsero contingenti dell'Esercito che prestarono aiuto alla popolazione. Successivamente all'evento si costruirono numerose baracche e si puntellarono circa 1.600 case che, seppur rimaste in piedi, furono dichiarate tutte inagibili. Perciò parecchie strade furono trasformate in selve di pali e travi.
A distanza di un anno dall'evento la città si presentava ancora formata da poche case abitate e da molte baracche.

## XX secolo
L'8 settembre 1905 la città fu colpita nuovamente, alle 2.45 del mattino, da un terremoto che ebbe il suo epicentro a Nicastro, ma che fu avvertito anche in tutti i centri della Piana, dove arrecò anche dei danni. A Palmi rimase fortemente danneggiata una parte delle vecchie carceri giudiziarie ed il giornale "L'Ora" di Palermo riportò di come in città «non vi fosse casa che non avesse un muro o pareti cadute o lesionate». Un ulteriore terremoto vi fu il 23 ottobre 1907 ma, dalle cronache del tempo, Palmi non risultò tra i centri danneggiati dall'evento.

### Il terremoto del 1908

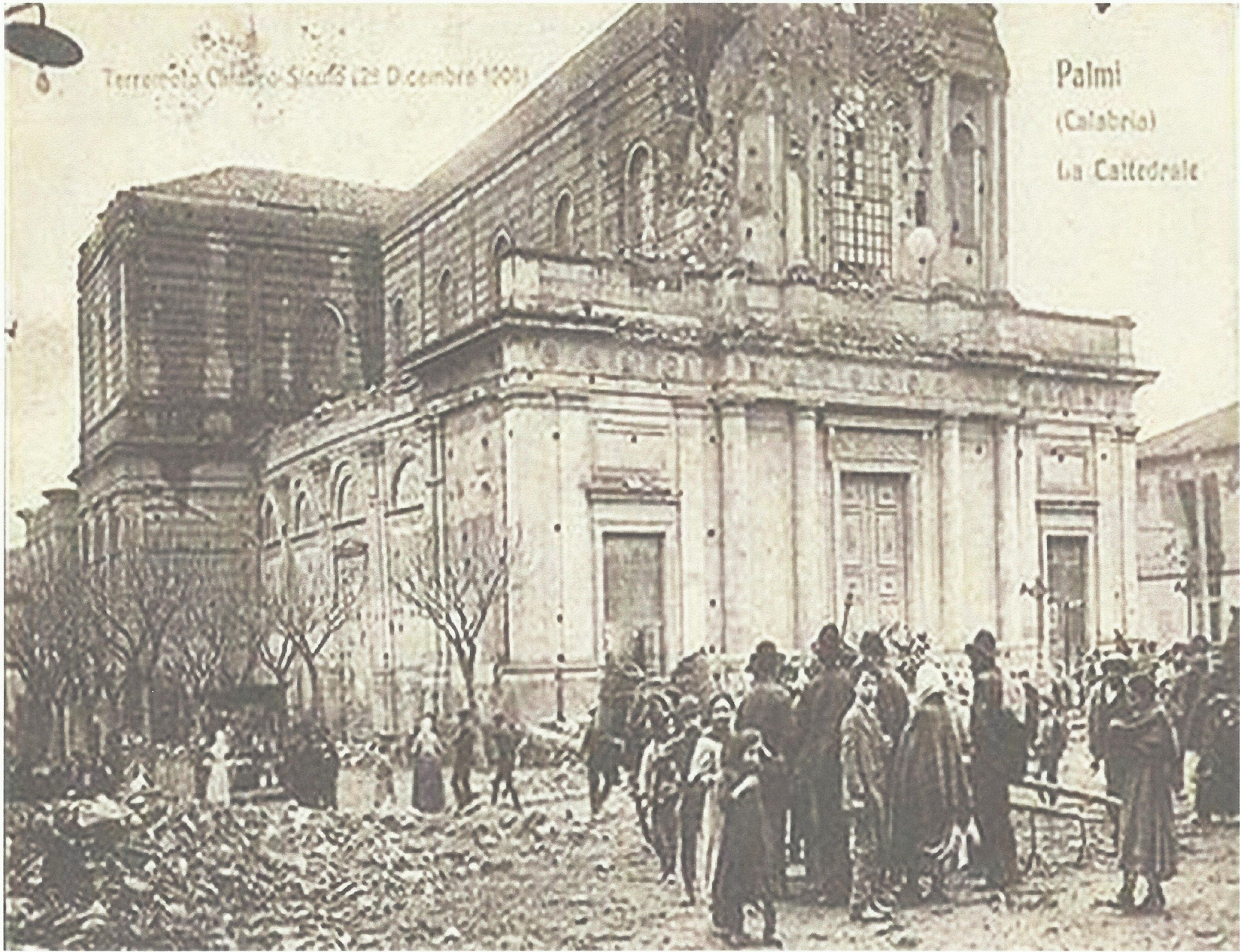
La chiesa Madre danneggiata dal terremoto.

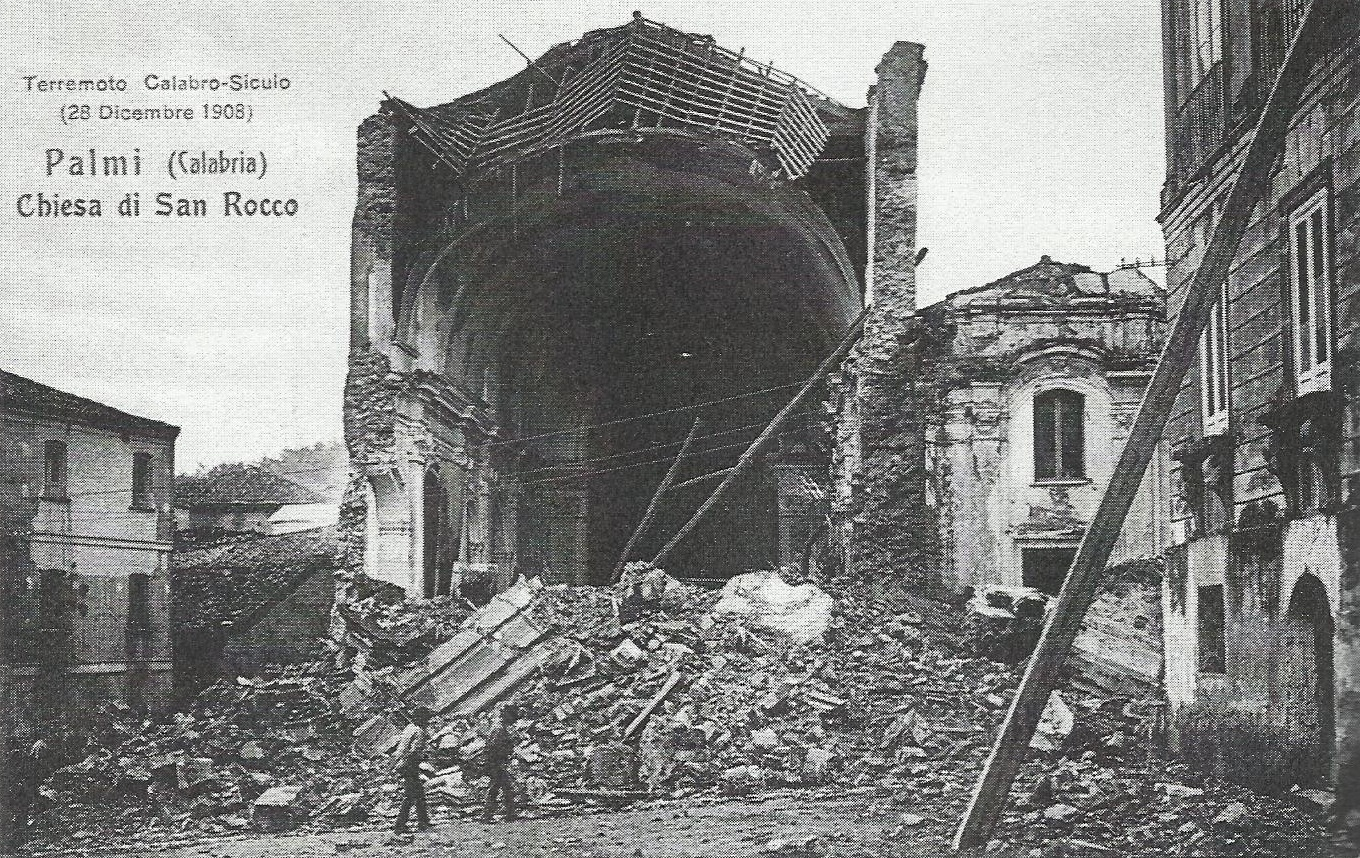
La chiesa di san Rocco con la facciata crollata.

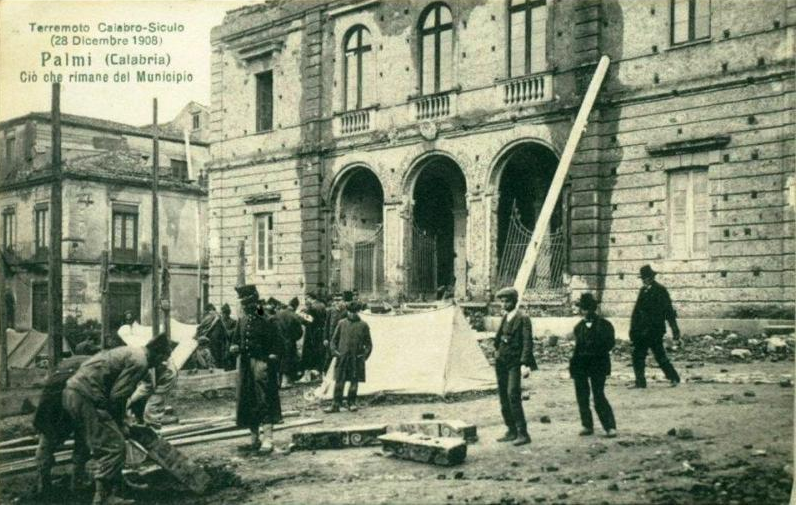
Il vecchio municipio.

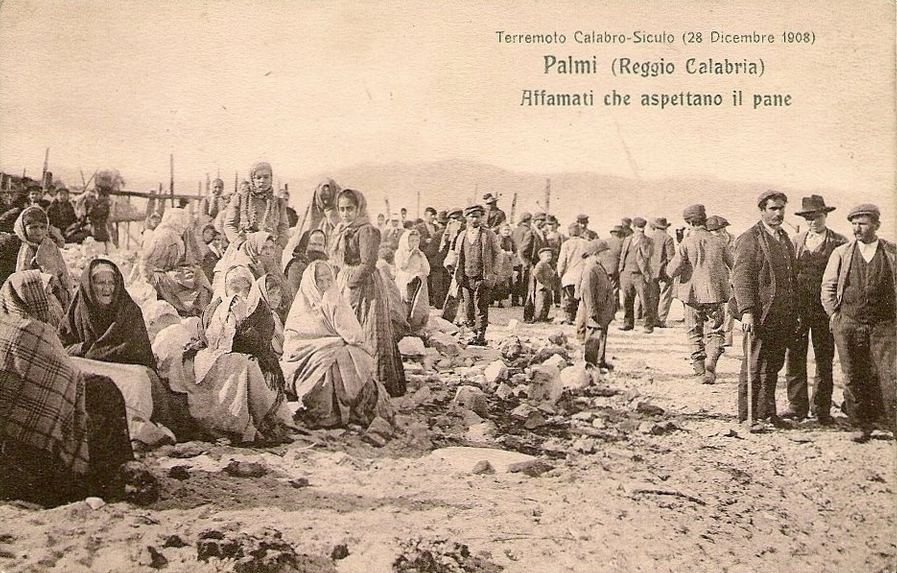
Affamati che aspettano il pane, dopo il terremoto

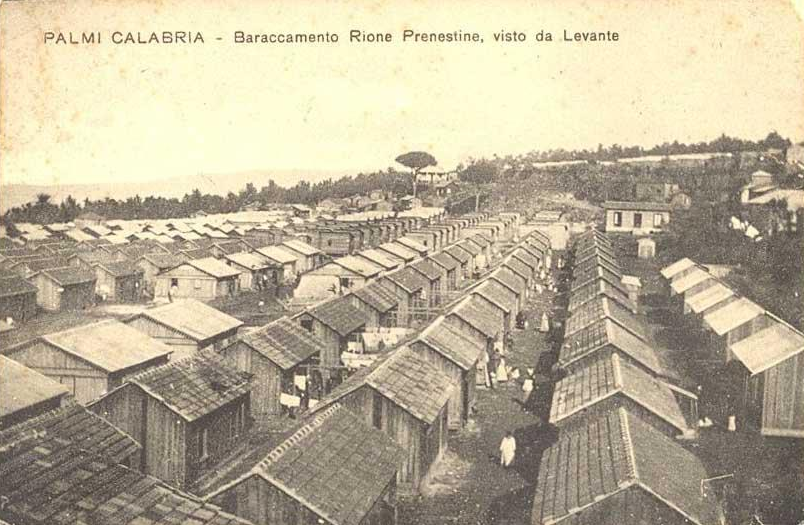
Baraccamenti post terremoto, il rione Prenestini.

Il 28 dicembre 1908 la città venne quasi totalmente distrutta dal violento terremoto che si abbatté, nella notte, sulla Sicilia e sulla Calabria. Alle ore 5.30 del mattino si avvertì una scossa di terremoto di lunga durata e di forte intensità. Lo scenario che seguì l'evento sismico era formato da valanghe di macerie, tetti scoperchiati, muraglie polverizzate, caverne dischiuse repentinamente attraverso le vie ed i palazzi mozzi con i cornicioni spenzolanti sul vuoto e le botteghe ostruite dalle macerie dei piani superiori. Prima dell'evento la città contava quasi 14.000 abitanti ed oltre 2.200 edifici. Il sisma provocò la morte di circa 700 persone, un migliaio di feriti e, come detto, la distruzione o il danneggiamento di quasi tutto il patrimonio abitativo e di tutte le più importanti chiese, del municipio, del ginnasio e del teatro. Accorsero, il giorno dopo l'evento, per prestare aiuti il 48º Reggimento fanteria "Ferrara" e la Croce Rossa Italiana. Il 2 gennaio fece visita alla città il duca Emanuele Filiberto di Savoia-Aosta. Il 7 gennaio la città venne inserita nell'elenco dei comuni maggiormente danneggiati mentre l'8 gennaio venne allestito un grande magazzino «di concentramento e spedizione materiali» che serviva per tutta la regione Calabria. Per il ripristino dell'illuminazione pubblica, per quanto concerne quella a gas acetilene, bisognò aspettare il 22 gennaio, mentre per quella elettrica trascorsero altri giorni ancora. Per tutto il periodo di gennaio e febbraio vi furono ulteriori scosse. Venne nominato Commissario Regio per la ricostruzione del Circondario di Palmi il senatore Cesare Tarditi e la città divenne il centro operativo per la ricostruzione di tutta la piana.
Tra le persone che prestarono soccorso in quei giorni alla popolazione palmese, vi accorse anche san Luigi Orione che assieme alle autorità ecclesiastiche, fu in prima fila con il vescovo della diocesi di Mileto mons. Morabito, aiutando tanti bambini rimasti orfani a trovare un asilo.
In seguito all'evento furono realizzati sedici quartieri baraccatti, per l'alloggiamento della popolazione rimasta senza fissa dimora. L'ubicazione dei quartieri baraccati circondò il centro urbano, con un'intensificazione in direzione nord-est, saturando le aree sgombere tra i diversi rioni. Ai quartieri baraccati furono assegnati i seguenti nomi: Marchese Alfieri, Dietro Correa, Cittadella, Monaci, Croce Rossa, Vina, Regina Elena, Stati Uniti, Bompiani, Impiombato, Tarditi, Prenestini, Ciccolini, Santa Maria, Pizzi ed Ajossa. Il progetto di ricostruzione della città avvenne con la redazione del Piano Regolatore Generale nel 1911, a firma dell'ing. Pucci, che prevedeva lo sventramento del tessuto storico, con l'uso di uno schema geometrico che frantumava il tessuto e dilatava gli spazi, ma che riconfermata la scelta di una pianta della città regolare a scacchiera. Alcuni vecchi rioni, denominati Borgo e San Nicola, sparirono definitivamente mentre il rione Spirito Santo venne poco a poco inglobato dal tessuto urbano.
L'evento provocò un arretramento anche dal punto di vista della qualità della vita e del tessuto culturale della città. Molti furono gli emigrati a causa del terremoto, tra i quali lo scrittore Leonida Repaci, senza contare i molti superstiti che vennero direttamente trasportati in altre regioni per essere aiutati o curati. Vi fu un sorta di diaspora, che divise le famiglie al di là della decimazione provocata dal sisma.

### La Prima guerra mondiale
A causa del primo conflitto mondiale, Palmi perse 203 cittadini che morirono in battaglia. Tra di loro vi fu anche il tenente Nicola Pizi, che ricevette la medaglia d'oro al valor militare alla memoria.
Durante il periodo bellico, nel 1917 venne completato ed inaugurato il tracciato da Gioia Tauro a Seminara della nuova linea ferroviaria Gioia Tauro-Palmi-Sinopoli, con le stazioni denominate San Fantino (in località Cisterne) e Palmi (in località Trodio), nel territorio comunale.

### Il primo dopoguerra ed il periodo fascista
Il Circondario di Palmi venne soppresso nel 1927, con Regio Decreto n. 1 del 2 gennaio.

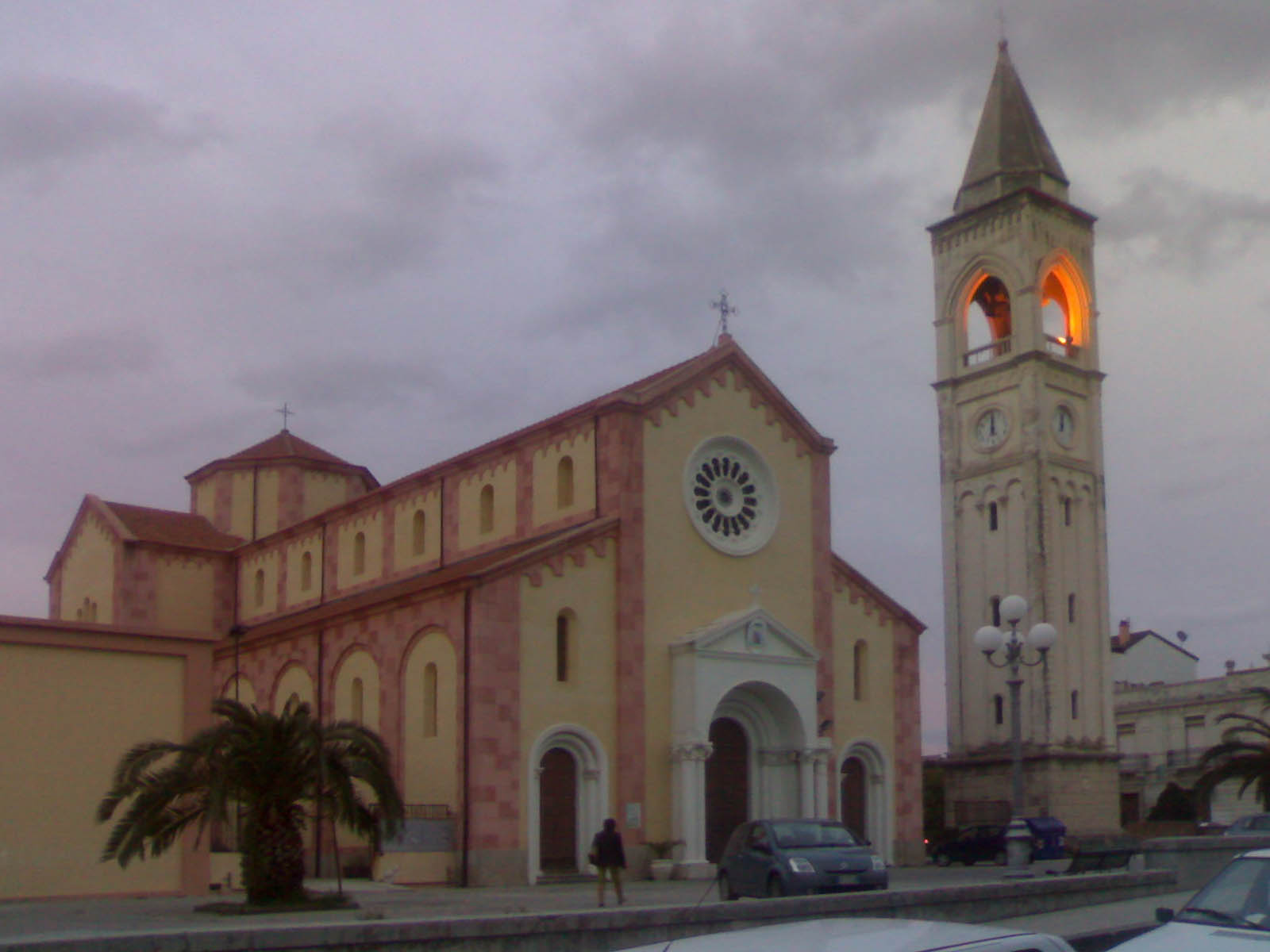
La nuova concattedrale di San Nicola

Nel periodo tra le due guerre, nell'ambito della ricostruzione della città dopo il terremoto del 1908, furono progettati ed inaugurati nuovi monumenti pubblici. Il 15 ottobre 1922 venne inaugurata la nuova Fontana della Palma, progettata dall'architetto Jommi e costruita dal Prof. Giovanni Sutera, con una cerimonia inaugurale a cui partecipò il gerarca fascista Michele Bianchi.In seguito, a quest'ultimo verrà dedicata l'attuale Viale Bruno Buozzi. Il 10 giugno 1932 venne invece inaugurato il Monumento ai Caduti, opera realizzata dallo scultore Michele Guerrisi e commissionata da parte dell'amministrazione del Commissario prefettizio Giuseppe Sigillò. Presenziarono la cerimonia i Principi di Piemonte Umberto II di Savoia e consorte Maria José del Belgio.
Il 1932 è anche l'anno in cui vennero inaugurati i due nuovi edifici principali della città, da un punto di vista politico e religioso. Difatti furono completati il nuovo Palazzo San Nicola, sede municipale, e la nuova Chiesa madre di San Nicola.
Anche gli altri edifici, pubblici e privati, vennero ricostruiti secondo uno stile neoclassico e del razionalismo italiano. Tra i primi vi furono il nuovo "Palazzo degli Uffici" ed il "Palazzo della Caserma dei Carabinieri" mentre tra i secondi il "Palazzo Ambesi Impiombato" ed il "Palazzo della Banca Popolare", entrambi progettati da Marcello Piacentini.

### La Seconda guerra mondiale
Nella primavera-estate del 1943, nel quadro delle operazioni aeree alleate contro l'Italia fascista, la città di Palmi e tutta la Provincia di Reggio Calabria subirono bombardamenti aerei ad opera degli eserciti di Stati Uniti e Regno Unito. Gran parte della popolazione palmese trovò rifugio dai bombardamenti nelle grotte di Pignarelle. Nel dettaglio i giorni nei quali Palmi venne bombardata sono i seguenti: 20 febbraio, 1 marzo, 9 agosto, 14 agosto, 17 agosto.
Sempre nel 1943, e precisamente nella notte tra il 25 e 26 luglio, al largo di Pietrenere venne affondata la motonave Viminale da parte di un'unità alleata. Il transatlantico di lusso, che faceva rotta anche nei porti del Giappone, durante il conflitto mondiale era stato sequestrato dalla Regia Marina per scopi militari. Dopo l'affondamento il transatlantico ebbe la fama di "Titanic italiano".
In questo periodo bellico guidarono la città, nell'ordine, i podestà Francesco Bagalà, Michele Fimmanò, Domenico Guardata e Francesco Carbone.

### Il secondo dopoguerra
A seguito del referendum istituzionale del 2 e 3 giugno 1946, indetto per determinare la forma di governo da dare all'Italia dopo la seconda guerra mondiale e nel quale fu scelta la repubblica, la città appartiene alla nuova Repubblica Italiana e alla neo costituita Regione Calabria (nuovo ente amministrativo di I livello). Nel suddetto referendum la popolazione di Palmi si espresse a favore della monarchia con il 60,45% dei voti.
Il socialista Francesco Carbone rimase alla guida della città per un decennio, dal 1946 al 1956, con le elezioni comunali del 1948 e del 1952 vinte dal Partito Socialista Italiano e dal Partito Comunista Italiano. In questo periodo vi fu la ricostruzione postbellica, l'ultimazione di tante nuove opere distrutte dal terremoto del 1908 e i lavori per il raddoppio del binario della Ferrovia Tirrenica Meridionale (che venne attivata nel 1961). Nell'ambito di questi lavori ferroviari, nel 1955 vi furono una serie di esplosioni e successivi crolli all'interno della galleria tra Palmi e Bagnara Calabra, che procurarono la morte di 23 operai addetti al consolidamento ed alla posa dei binari. Altrettanti furono i feriti. Dei 23 morti solo uno era di Palmi, mentre gli altri provenivano principalmente dall'alto Tirreno cosentino e dal Cilento costiero, da Amantea fino a Sapri. Le bare furono disposte e allineate sul sagrato di una piccola chiesa che sorgeva nel quartiere di Palmi Scalo (vicino alla galleria) ed i funerali avvennero, alla presenza di autorità civili e militari e della gran parte della popolazione di Palmi, nel duomo cittadino. Per ricordare questo tragico evento la Edison, società appaltatrice dei lavori, realizzò nel rione stazione una chiesa dedicata a San Giuseppe lavoratore.
Le elezioni comunali del 1956 furono vinte dalla Democrazia Cristiana, che con il Movimento Sociale Italiano formò una giunta comunale guidata da Francesco Arena. L'amministrazione di centrodestra durò solo una legislatura, in quanto le successive elezioni comunali del 1960 ebbero nuovamente una vittoria del Partito Socialista Italiano, che guidò ancora con il Partito Comunista Italiano la città durante il terzo mandato di Francesco Carbone e la giunta di Giuseppe Marazzita. Durante questa consiliatura venne reso omaggio alla memoria del più illustre cittadino palmese, Francesco Cilea, con le realizzazione di un mausoleo a lui dedicato. Inoltre la città aumentò il suo peso culturale, a livello provinciale, con l'istituzione di nuove scuole superiori.
Nel 1964 divenne primo cittadino il democristiano Bruno Bagalà, che amministrò la città fino al 1975 guidando tre giunte, due di centrosinistra ed una di centrodestra. Infatti la Democrazia Cristiana, come conseguenza delle elezioni comunali del 1963, 1967 e 1971, governò Palmi prima con il Partito Socialista Italiano, poi con il Partito Liberale (solamente per un anno) ed infine nuovamente con i socialisti ed il Partito Comunista Italiano. In questo periodo, nel 1969, venne realizzato il nuovo ospedale cittadino e vi fu l'inaugurazione della nuova Autostrada A3 Salerno-Reggio Calabria con gli svincoli di Palmi e di Sant'Elia.
Le elezioni comunali del 1975 portarono ad una giunta guidata da Antonino Pirrottina (DC), nella quale vi erano ancora esponenti democristiani, socialisti, comunisti e, per la prima volta, del Partito Repubblicano Italiano. Durante questa consiliatura venne approvato il piano di fabbricazione. Lo strumento urbanistico prefigurava il territorio proiettato in direzione di una forte polarizzazione di servizi specialistici, con un consumo di volumetrie concentrate nell'area 167-Pille e San Giorgio, con spazi per la cultura ed il tempo libero, in considerazione dell'assenza di servizi similari nel comprensorio e del vicino complesso portuale di Gioia Tauro.
Il 10 giugno 1979, in forza del decreto «Quo aptius» della Congregazione per i vescovi, venne creata la nuova diocesi di Oppido Mamertina-Palmi. La città, che dal 1973 formava un'amministrazione apostolica con altri centri della piana, dopo circa nove secoli non fu più soggetta alla diocesi di Mileto, ma diede il proprio nome ad una nuova sede della Chiesa cattolica.
Nella consiliatura 1979-1983 furono elette tre giunte, la prima guidata da Rocco Managò e formata dal Partito Socialista Italiano con liste civiche, la seconda del democristiano Santo Surace (maggioranza DC, PRI, liste civiche e, per la prima volta il Partito Socialista Democratico Italiano) e l'ultima del socialista Gaetano Baietta (maggioranza socialista-democristiana).
Nel 1982 venne inaugurata la Casa della cultura. Al suo interno furono spostati tutti i musei cittadini, oltre alla nuova pinacoteca Leonida ed Albertina Repaci e all'antiquarium Nicola De Rosa.
Le elezioni comunali del 1983 ebbero grossomodo i risultati delle precedenti tornate. La Democrazia Cristiana, quale primo partito, amministrò con Domenico Ferraro e Francesco Barone due giunte nelle quali faceva parte anche il PRI. Nel 1985 invece la maggioranza cambiò, con la seconda giunta Baietta (amministrazione formata da socialisti, comunisti e socialdemocratici) che rimase in carica fino al 1991, superando anche le elezioni cittadine del 1987.
In questo decennio lo sviluppo urbanistico della città ebbe un notevole impulso, con l'edificazione della "zona 167" nella parte alta del centro cittadino. Interi nuovi quartieri di cooperative, e nuove vie e piazze, sorsero a monte del rione Pille, in uno spazio compreso tra i quartieri di san Giorgio e san Gaetano.
Le elezioni comunali del 1991 furono le ultime con il metodo proporzionale e, nello stesso anno, Domenico Alvaro fu l'ultimo primo cittadino eletto dal civico consesso (giunta formata da DC, PRI e PLI con l'appoggio esterno del PSDI).
Nel 1994, a seguito della legge 25 marzo 1993, n. 81, Armando Veneto venne eletto primo cittadino direttamente dagli elettori, sostenuto dal Partito Popolare Italiano. Gli elettori, nelle elezioni comunali del 1998, riconfermarono Veneto alla guida della città.
Nel 1998, con delibera n. 83 del 18 novembre, il consiglio provinciale della Provincia di Reggio Calabria istituì il circondario della Piana, con sede a Palmi. All'interno del circondario ricaddero i 33 comuni appartenenti geograficamente alla Piana di Gioia Tauro.

## XXI secolo
Il primo decennio del nuovo secolo vide lo svolgimento di tre elezioni comunali e, in tutti e tre i casi, la consiliatura non durò i cinque anni stabiliti dalla legge, venendo sostituita da un commissario prefettizio. Nel 2001 venne eletto primo cittadino Bruno Galletta, candidato della Casa delle Libertà, mentre nel 2003 con Antonino Parisi la città passò ad una guida di centro-sinistra, per tornare ad essere amministrata nel 2007 dalla destra di Alleanza Nazionale con Ennio Gaudio. In quegli anni le principali opere pubbliche furono la costruzione del porto cittadino, nel 2008, e l'ammodernamento dell'Autostrada A3 Salerno-Reggio Calabria.
Il 16 ottobre 2008, la Provincia di Reggio Calabria stabilì la modifica della denominazione del Circondario della Piana in Circondario di Palmi. Nel 2011 l'ente venne soppresso e, al suo posto, vennero creati gli uffici del Servizio Multifunzione decentrato di Palmi.
Alle elezioni comunali del 2012 venne riconfermato il centro-destra alla guida cittadina, con l'elezione di Giovanni Barone.
Dal 1º gennaio 2017 il comune ricade all'interno della Città metropolitana di Reggio Calabria, ente amministrativo di II livello che sostituisce la Provincia di Reggio Calabria.